# Filozofia polska
Filozofia polska – narodowa tradycja filozoficzna w ramach filozofii europejskiej, uprawiana w języku polskim, przez Polaków, lub na terytorium Polski.

## Charakterystyka
Tradycja filozofii w Polsce sięga średniowiecza. Od XIV w. dominującym nurtem filozoficznym była scholastyka, a głównym ośrodkiem Akademia Krakowska (odrodzona później jako Uniwersytet Jagielloński). Dzieła filozoficzne pisano po łacinie, a sama filozofia była mało oryginalna, odzwierciedlając z opóźnieniem prądy intelektualne powstałe w krajach Europy Zachodniej. W XV w. filozofia w Polsce zaczyna uzyskiwać pewną odrębność, kiedy powstały podstawy polskiego słownictwa filozoficznego. Pierwszych istotnych tłumaczeń dzieł starożytnych na polski dokonano w wieku XVI.
Na przełomie XV i XVI wieku dotarły do Polski prądy renesansowe, humanizm, stoicyzm czy odnowiona scholastyka. Szybko rozwijała się filozofia przyrody, której najwybitniejszym przedstawicielem był Mikołaj Kopernik. Duży wpływ na ożywienie dyskusji intelektualnych miała reformacja. W 1579 do Polski przybył unitarianin Faust Socyn, którego zwolennicy byli tu nazywani socynianami lub braćmi polskimi. Ich pisma miały szeroki (choć bardzo krytyczny) odbiór również poza granicami Rzeczypospolitej. Rozpoczęta soborem trydenckim katolicka kontrreformacja starała się odpowiedzieć na intelektualne wyzwania protestantyzmu, m.in. przez pogłębioną refleksję filozoficzną. Spór filozoficzny dotyczył nie tylko religii, ale również metafizyki, etyki czy filozofii politycznej. Kształtowanie się demokracji szlacheckiej i spory religijne stały się źródłem oryginalnych idei, których wyrazicielami byli m.in. Andrzej Frycz Modrzewski, Stanisław Orzechowski czy Piotr Skarga.
W XVII wieku Sebastian Petrycy dokonał przekładu dzieł Arystotelesa na polski, kładąc podwaliny pod polskojęzyczną tradycję filozoficzną. Wraz z umacnianiem się kultury sarmackiej, filozofia traciła na znaczeniu. Filozofia polityczna ograniczała się do publicystycznej legitymizacji ustroju szlacheckiego (Łukasz Opaliński, Andrzej Maksymilian Fredro). W innych dyscyplinach filozoficznych dominowała scholastyka. Z postępującym upadkiem państwa zaczęto walczyć w XVIII w., często łącząc program reform społeczno-politycznych z myślą oświecenia. Polska filozofia oświecenia miała w programie całościową reformę państwa i społeczeństwa. Obok przebudowy instytucji politycznych, rozwijano szkolnictwo i dążono do zmiany kultury polskiej i świadomości jednostek w duchu oświecenia. Filozofia polska została wtedy gwałtownie zderzona z aktualnymi prądami filozofii francuskiej, niemieckiej i angielskiej. Pojawiły się francuski racjonalizm, angielski empiryzm, a później również kantyzm. Najwybitniejsi filozofowie tej epoki byli również czynnymi naukowcami lub politykami (Hugo Kołłątaj, Stanisław Staszic i Jan Śniadecki).
Rozbiory Rzeczypospolitej gwałtownie zmieniły sytuację społeczno-polityczną w kraju, jednak aż do lat 30. XIX w. nadal dominowały oświeceniowe prądy intelektualne. Stopniowo ustępowały one przed myśleniem w duchu romantyzmu. Filozofia romantyczna początkowo czerpała inspiracje z filozofii niemieckiej, od lat 30. XIX w. starała się coraz bardziej podkreślać własną niezależność. Najbardziej znaczącym nurtem romantyzmu był mesjanizm łączący w sobie refleksje filozoficzną, religijną i polityczną. Wyrażał się zarówno w traktatach, jak i dziełach literackich, a najwybitniejszymi jego przedstawicielami byli Józef Hoene-Wroński, August Cieszkowski, Adam Mickiewicz, Juliusz Słowacki i Andrzej Towiański. Myśl mesjanistyczna powstała jako ideologia narodu uciśnionego, szukającego podstaw własnej moralnej wyższości i możliwości odzyskania wolności. Mesjanizm był nurtem dość różnorodnym, o ogromnym wpływie na kulturę polską.
Po klęsce powstania styczniowego, romantyzm stracił jednak na popularności i stopniowo został zastąpiony przez pozytywizm. Był to szeroki nurt literacko-kulturowy, który jedynie częściowo był stanowiskiem filozoficznym. Pozytywiści odnowili zainteresowanie programem oświecenia. Kładli nacisk na reformy społeczne, światopogląd naukowy, szeroką edukację społeczną i wartość pracy. O ile romantyzm rozwijał się poza instytucjami, to pozytywiści znajdują oparcie w szkołach (szczególnie w Szkole Głównej Warszawskiej) i czasopismach (w 1897 ukazuje się „Przegląd Filozoficzny”, pierwsze polskie czasopismo filozoficzne).
Pod koniec XIX w. na sile zyskała krytyka pozytywizmu (czasami określana jako modernizm). Powrócił mesjanizm (Wincenty Lutosławski) i pojawiła się myśl socjalistyczna i marksistowska (Bolesław Limanowski, Kazimierz Kelles-Krauz, Róża Luksemburg). Wysoko oryginalne prace wydał Stanisław Brzozowski. Wydarzeniem o doniosłych konsekwencjach było rozpoczęcie przez Kazimierza Twardowskiego nauczania na Uniwersytecie Lwowskim w 1895.
Twardowski zgromadził wokół siebie szerokie grono uczniów i współpracowników, które po kilkunastu latach zaczęto postrzegać jako szkołę filozoficzną. Po odzyskaniu niepodległości w 1918, część tych osób przeniosła się do Warszawy, a całe środowisko zaczęto określać mianem „szkoły lwowsko-warszawskiej”. Do szkoły należeli m.in. Jan Łukasiewicz, Władysław Witwicki, Kazimierz Ajdukiewicz, Tadeusz Czeżowski, Tadeusz Kotarbiński, Zygmunt Zawirski, Stanisław Leśniewski, Władysław Tatarkiewicz, Alfred Tarski, Maria i Stanisław Ossowscy. Szkoła lwowsko-warszawska stała się znana na całym świecie dzięki swojemu dorobkowi w zakresie logiki. Dorobek szkoły jest jednak znacznie szerszy i obejmuje właściwie wszystkie dyscypliny filozoficzne. Działalność szkoły trwała przez całe dwudziestolecie międzywojenne. II wojna światowa spowodowała śmierć i emigrację wielu jej członków i rozproszenie środowiska. Wywarła jednak wpływ na całą późniejszą polską kulturę.
Obok szkoły lwowsko-warszawskiej, w dwudziestoleciu międzywojennym rozwijały się również fenomenologia (której przedstawicielem był uczeń Husserla, Roman Ingarden) i neoscholastyka. Wielu autorów tworzyło w duchu, który zostanie później określony jako katastrofizm (Marian Zdziechowski, Stanisław Ignacy Witkiewicz). Działało również wielu filozofów, którzy nie należeli do żadnego szerszego nurtu (Leon Chwistek czy Ludwik Fleck).
Po II wojnie światowej, władzę przejęła partia komunistyczna, wprowadzając w nauczaniu marksizm jako oficjalną doktrynę filozoficzną. Wydziały filozofii na uczelniach wyższych zamykano, przedwojennych nauczycieli filozofii odsuwano od nauczania lub zwalniano, nie-marksistowską filozofię cenzurowano i ograniczano możliwość jej rozwoju. Wyjątkową pozycję uzyskał Katolicki Uniwersytet Lubelski, zachowujący dużą autonomię i nauczający niemarksistowskiej filozofii (przede wszystkim w duchu neotomizmu).
Od zmiany ustrojowej w 1989, filozofia w Polsce odzyskała możliwość swobodnego rozwoju.

## Zakres pojęcia
Pojęcie filozofii polskiej jest nieostre i zależy od kontekstu. W opracowaniach używa się kilku pojęć: „filozofia polska”, „filozofia w Polsce”, „myśl polska”, „myśl filozoficzna w Polsce”, które wykorzystuje się zamiennie, lub też nadaje się odmienne zakresy znaczeniowe. W szczególności, „filozofia polska” miałaby oznaczać pewną tradycję filozoficzną o cechach dystynktywnych, wyróżniających ją z innych tradycji narodowych. Cechy te jednak są możliwe do wyodrębnienia dopiero od pewnego momentu (np. zdaniem Henryka Struvego od XIX w.).
Brak zgody co do nomenklatury wynika także z tego, że na terytorium Polski działali filozofowie innych tradycji narodowych, tworzący w innych niż polski językach, obcokrajowcy, którzy przybyli do Polski, czy osoby o pochodzeniu mieszanym. Sytuację utrudnia również okres zaborów, kiedy to ściśle rzecz biorąc nie można mówić o „filozofii w Polsce”. W zakres tego pojęcia włącza się również działalność wielu filozofów tworzących w innych krajach (Niemczech, Rosji, Francji, Stanach Zjednoczonych). Część piśmiennictwa zaliczanego do filozofii polskiej tworzona była w innych językach, do XVII w. po łacinie, później często po francusku, niemiecku, rosyjsku czy angielsku (stąd też nie można używać pojęcia „filozofia polskojęzyczna”).

## Historia

### Średniowiecze

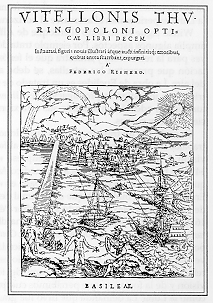
Strona tytułowa dzieła Witelona Turyngo-Polaka ksiąg dziesięcioro o optyce, wznowione i nowymi ozdobione rysunkami (Bazylea 1572)

Aż do wieku XII nie było w Polsce własnej tradycji filozoficznej, a piśmiennictwo jako całość było ubogie. W wieku XIII powstawać zaczęły dzieła podejmujące pewne problemy filozoficzne, a ich autorzy to albo twórcy obcego pochodzenia, albo Polacy wykształceni w Zachodniej Europie. Na początku XIII w. powstała kronika Wincentego Kadłubka, pierwsze znaczące dzieło filozoficzne, w którym autor podjął problematykę moralną. Działający w drugiej połowie XIII wieku Ślązak Witelon stworzył dzieła z zakresu filozofii przyrody, wywodzące się z tradycji neoplatońskiej łączonej z arystotelizmem. Witelona uznaje się za pierwszego prawdziwego filozofa, wywodzącego się z ziem polskich.
Życie intelektualne uległo ożywieniu dzięki otwarciu w Pradze Uniwersytetu Karola (1348), a później również Akademii Krakowskiej (1364). Dzięki tej ostatniej uczelni, pomimo krótkiego okresu jej funkcjonowania, zaczęto uprawiać w Polsce filozofię scholastyczną. Tradycję tę podjęto po roku 1400, kiedy uczelnię odnowiono. Związki polskiego życia akademickiego z Pragą pozostaną silne przez całe średniowiecze. Powstanie uniwersytetu w Polsce, na którym w sposób systematyczny wykładano filozofię, miało fundamentalne znaczenie dla powstania polskiej tradycji filozoficznej. Wybitnym teologiem tej przejściowej epoki był Mateusz z Krakowa, wykształcony w Pradze, działający na rzecz odnowienia uniwersytetu, a wykładający w Pradze i Heidelbergu. W swoich utworach podejmował tematykę moralną i religijną, z pewnymi elementami metafizyki.
W XV wieku w Królestwie Polskim działali już przedstawiciele obydwu gałęzi późnej scholastyki. Via moderna reprezentowali: Stanisław ze Skarbimierza, Mikołaj z Gorzkowa, Andrzej z Kokorzyna, Jakub z Paradyża, Paweł z Worczyna i Benedykt Hesse, a dominującą na krakowskim uniwersytecie w drugiej połowie wieku via antiqua: Jan z Głogowa i Jakub z Gostynina (zm. 1506). Silnych reprezentantów miał skotyzm w postaci Michała z Wrocławia i Jana ze Stobnicy. Via moderna odżyła za sprawą Jana z Szylinga. Oba nurty scholastyki opierały się na komentowaniu (w różnej formie) dzieł Arystotelesa. Z okresu późnego średniowiecza i renesansu zachowało się w Bibliotece Jagiellońskiej kilkaset rękopisów komentarzy do dzieł Stagiryty.
Wykładowcy Uniwersytetu Jagiellońskiego pełnili również ważne role urzędnicze i dyplomatyczne w państwie polskim. Prawniczy spór z zakonem krzyżackim zaowocował sformułowaniem oryginalnych koncepcji politycznych Stanisława ze Skarbimierza (idea wojny sprawiedliwej) oraz Pawła Włodkowica (tolerancji wobec pogan, prawa do pokojowego współistnienia), które zapowiadały powstanie nowożytnego prawa międzynarodowego.

### Renesans
W związku z powszechnym użyciem łaciny i swobodną wymianą myśli pomiędzy krajami, w średniowieczu nie można mówić o odrębnych, narodowych tradycjach filozoficznych. Wykształciły się one dopiero w renesansie, wraz ze stopniowym wprowadzaniem języków wernakularnych. Od tego też momentu można mówić o filozofii polskiej w ścisłym sensie. Łacina (oczyszczona ze średniowiecznych naleciałości poprzez odnowiony kontakt ze źródłami klasycznymi) nadal dominowała w tekstach naukowych. Stopniowo, dzięki tłumaczeniom i pracom oryginalnym, powstało również polskie słownictwo filozoficzne. U wielu autorów oba języki koegzystowały, a słowa pochodzenia łacińskiego i słowa rodzime uzyskały nieco inne odcienie znaczeniowe. Łukasz Górnicki wskazywał np. na odmienność znaczenia słów filozof i mędrzec.
Najważniejszym filozofem pozostał Arystoteles, jednak coraz częściej zaczęto sięgać do jego oryginalnych tekstów (po łacinie lub w starogrece). Obok wciąż popularnego arystotelizmu scholastycznego, rozwinął się jego nowy nurt, odwołujący się do prac Jacques’a Lefèvre’a d’Étaples (fabryzm), którego przedstawicielami byli Jan Szyling i Grzegorz ze Stawiszyna. Grzegorz ze Stawiszyna, jako rektor Akademii Krakowskiej przeprowadził w 1536 reformę nauczania filozofii, zastępując pochodzący z IV w. podręcznik logiki Eliusza Donata, wydaną w 1533 Dialektyką Jana Caesariusa prezentującą nowoczesny wykład renesansowego arystotelizmu. Fabryzm otworzył drogę do późniejszych tłumaczeń pism Stagiryty na język polski. Pierwszym tłumaczem Arystotelesa na język polski był scholastyk Andrzej Glaber z Kobylina. W 1535 wydał on Gadki o składności członków człowieczych z Arystotelesa i też inszych mędrców wybrane, zawierające fragmenty pism medycznych Stagiryty. Pełne tłumaczenia (autorstwa Sebastiana Petrycego z Pilzna) pojawiły się dopiero w kolejnej epoce.

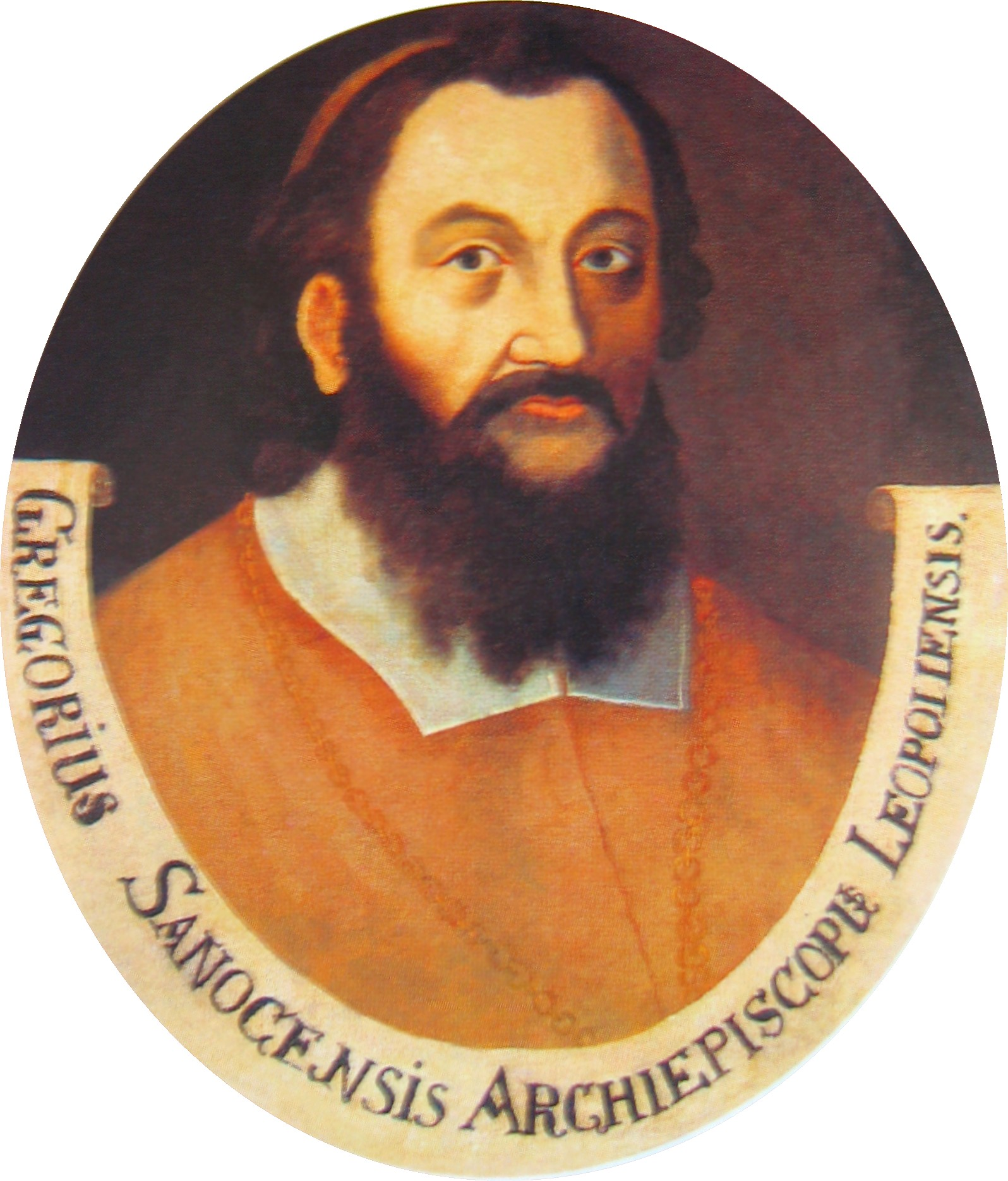
Grzegorz z Sanoka

Humanizm dotarł do Polski z Włoch w XV wieku za sprawą arcybiskupa Grzegorza z Sanoka oraz rektora Akademii Krakowskiej Jana z Dąbrówki. Grzegorz z Sanoka gościł na swoim arcybiskupim dworze wybitne umysły epoki, był przeciwnikiem filozofii scholastycznej i zachęcał do sięgania po oryginalne teksty autorów starożytnych, oraz po uprawianie bardziej użytecznych i praktycznych dyscyplin wiedzy. Jego życie i poglądy spisał jego uczeń, z pochodzenia Włoch, Filip Kallimach. Jan z Dąbrówki znany jest natomiast ze swojego komentarza do Sentencji Piotra Lombarda oraz z nowatorskiego spojrzenia na historiografię. Jego wykłady z Kroniki Kadłubka były pretekstem do badania problemów retoryki, etyki i filozofii politycznej.
Innym istotnym nurtem filozoficznym był stoicyzm, szczególnie w postaci chrześcijańskiego neostoicyzmu Justusa Lipsiusa. Jakub Górski w swojej Dialektyce (1563 r.) łączył stoicyzm z arystotelizmem. Z kolei profesor Akademii Zamojskiej Adam Burski, obok stoicyzmu popierał empiryzm i stosowanie metody indukcyjnej.
W latach dwudziestych XVI w. do Polski dotarła reformacja. Związani z nią autorzy stworzyli oryginalne i różnorodne piśmiennictwo, w szczególności w zakresie teologii, etyki, czy filozofii politycznej. Zapowiedzią twórczości filozoficznej były dzieła Mikołaja Reja, piszącego moralitety w których starożytni filozofowie i mędrcy uczyli cnotliwego życia. Najbardziej znaczące dzieła filozoficzne powstały w kręgu polskiego antytrynitaryzmu (bracia polscy lub arianie), ukształtowanego w latach sześćdziesiątych XVI w. W późniejszym okresie byli również nazywani socynianami, od przebywającego od 1579 w Polsce włoskiego unitarianina Fausta Socyna, który emigrował z kraju z przyczyn religijnych. Bracia polscy (m.in. Grzegorz Paweł z Brzezin, Piotr z Goniądza, Szymon Budny) wyróżniali się radykalizmem myśli teologicznej i społecznej (pacyfizm), z powodu której zostali nie tylko potępieni przez katolików, ale i przez innych protestantów, i w wyniku czego doszło ich do wygnania w 1660. Twórczość braci polskich była znana i komentowana w całej Europie (w szczególności w XVII stuleciu), wpływając na kształt luteranizmu i kalwinizmu, a także stając się jednym ze źródeł europejskiego oświecenia.
Rozwój protestantyzmu spotkał się z reakcją katolicką w postaci kontrreformacji (od soboru trydenckiego 1545-1563), która starała się dać odpowiedź na nowe wyzwania intelektualne. Jedną z jej najważniejszych konsekwencji był rozwój szkolnictwa jezuickiego. Filozofia była częścią podstawowego programu nauczania w kolegiach jezuickich. W momencie kasaty zakonu (1773) działało ich 32. Szacuje się, że przez cały okres ich działania, filozofii uczyło w nich 2-3 tysiące wykładowców. Kolegia były więc główną drogą upowszechniania filozofii w Polsce w okresie XVII–XVIII w. Z wileńskiego kolegium jezuickiego rozwinęła się Akademia Wileńska (1579), która później przekształci się w Uniwersytet Wileński, główny ośrodek życia intelektualnego i filozoficznego na Litwie. Podstawę programową nauczania filozofii w kolegiach opracowano na podstawie Ratio Studiorum (1599), zgodnie z którym naczelnym autorytetem w filozofii był Arystoteles, a w teologii Tomasz z Akwinu. Z czasem filozofia jezuicka zaczęła ewoluować. Pojawiały się elementy nowożytnej filozofii przyrody i mocne wpływy hiszpańskie (szczególnie suarezjańskie) .

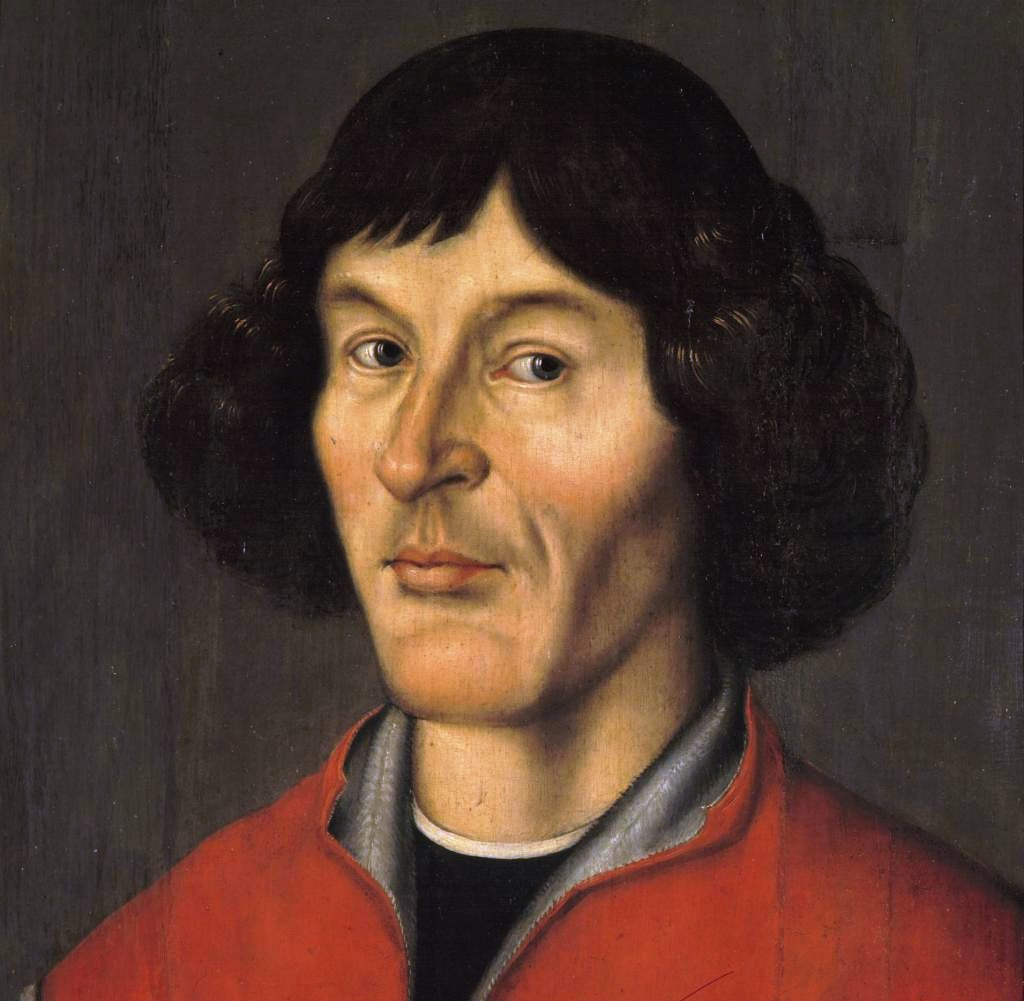
Mikołaj Kopernik

Wyróżniającą cechą filozofii renesansu był bujny rozwój filozofii przyrody, kładący podwaliny pod nowożytną naukę. Najwybitniejszą postacią był Mikołaj Kopernik, którego dzieło miało ogromny wpływ na rozwój nauki i umysłowości zachodniej, a w tym filozofii. Choć sam Kopernik nie uważał się za filozofa, jego dzieło De revolutionibus orbium coelestium miało charakter racjonalnej spekulacji i było mocno zakorzenione w filozoficznej tradycji platońsko-pitagorejskiej, przeciwstawiającej się arystotelizmowi. Kopernik przeciwstawił tradycyjnemu geocentrycznemu obrazowi wszechświata, swój model heliocentryczny, zmieniając spojrzenie na miejsce Ziemi i człowieka we wszechświecie (przewrót kopernikański). Znaczenie teorii heliocentrycznej wykraczało daleko poza ramy astronomii. Teoria Kopernika wywarła znaczny wpływ na rozwój myśli filozoficznej i sprzyjała pogłębieniu światopoglądu materialistycznego. Odkrycie Kopernika utwierdzało ludzi w przekonaniu, że rozum zdolny jest do poznania prawdy.

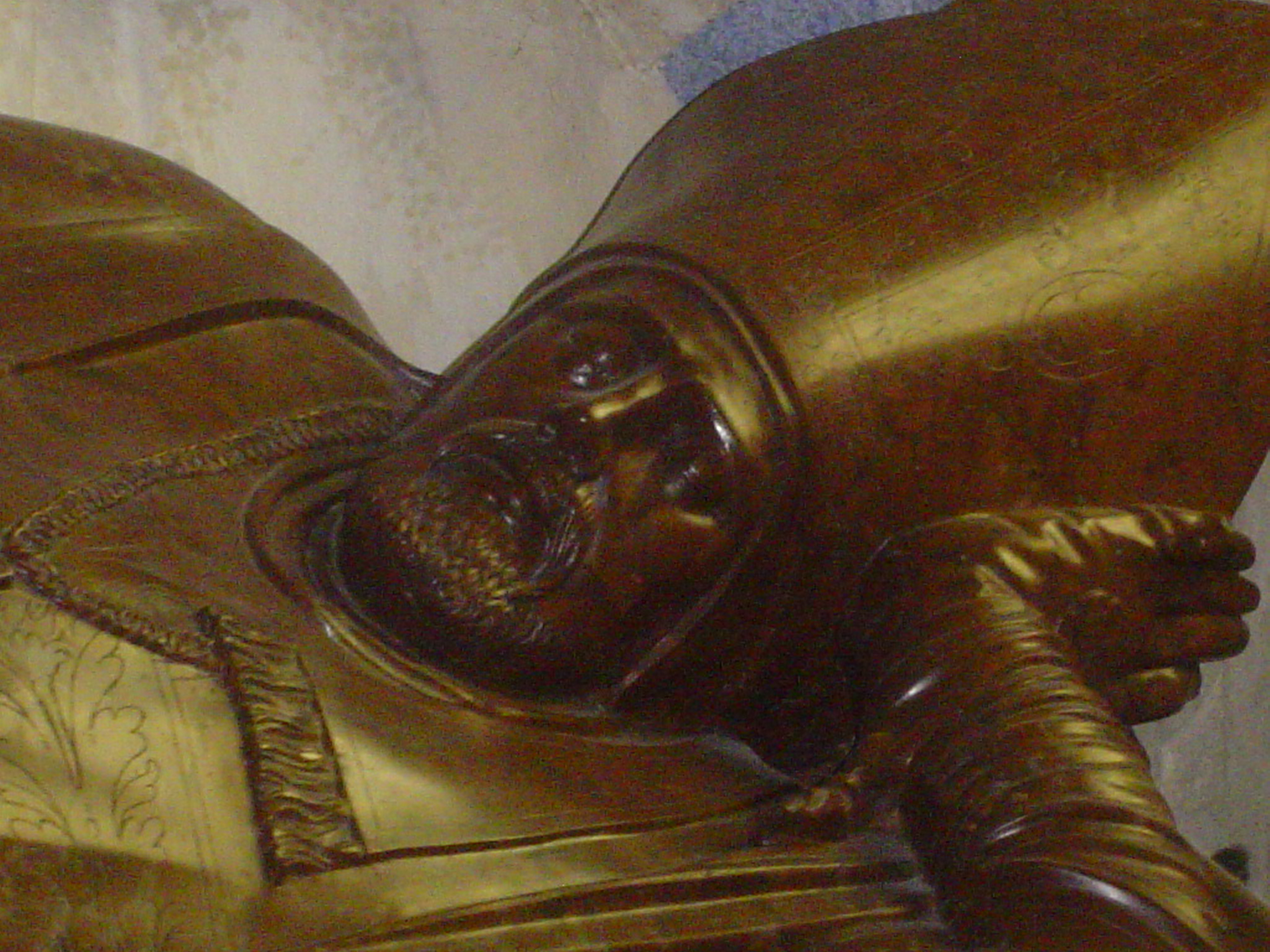
Wawrzyniec Goślicki

Okres odrodzenia to kluczowy okres kształtowania się demokracji szlacheckiej, co wiązało się z powstaniem oryginalnych koncepcji ustrojowych i idei politycznych. Oprócz przemian ustrojowych, na rozwój myśli politycznej miała wpływ także reformacja, krytykująca scentralizowanie i hierarchiczność Kościoła katolickiego i przyczyniając się do wypracowania idei tolerancji religijnej (której wyrazem był m.in. akt konfederacji warszawskiej z 1573) i samorządnych wspólnot politycznych i religijnych.
Największe znaczenie mieli dwaj pisarze sytuujący się po przeciwnych stronach sporu religijno-politycznego, Stanisław Orzechowski i Andrzej Frycz Modrzewski. Frycz Modrzewski (którego najważniejszym dziełem jest De Republica emendanda) związany był ze szlacheckim ruchem egzekucyjnym. Autor przeprowadził radykalną krytykę ustroju Rzeczypospolitej, bronił stanu chłopskiego przed uciskiem szlachty i proponował reformę obyczajów i instytucji Kościoła. Jego dzieło było w Polsce cenzurowane, a on sam spotykał się z represjami. Dzisiaj uznaje się go za najwybitniejszego publicystę humanistycznego epoki. Jego dzieła były znane i komentowane za granicą, zarówno wśród autorów katolickich (np. Jean Bodin), jak i protestanckich.
Twórczość Frycza Modrzewskiego spotkała się z ostrą krytyką pisarzy kontrreformacyjnych w Polsce, której najpełniejszy wyraz dały dzieła Stanisława Orzechowskiego. Początkowo był on zwolennikiem reform, z czasem jednak przeszedł do obozu ich przeciwników. Łącząc Arystotelesa z kontrreformacyjną myślą katolicką, stał się najważniejszym pisarzem konserwatywnym, przyczyniając się do ukształtowania charakterystycznej dla polskiej szlachty kultury politycznej (m.in. dominacji stanu szlacheckiego, idei złotej wolności oraz szlacheckiego republikanizmu). Orzechowski wychwalał ustrój Rzeczypospolitej uznając go za ideał, a społeczna hierarchia i nierówności były dla niego odbiciem hierarchii niebiańskiej. Innymi ważnymi pisarzami epoki byli Łukasz Górnicki, Krzysztof Warszewicki, i Wawrzyniec Goślicki.

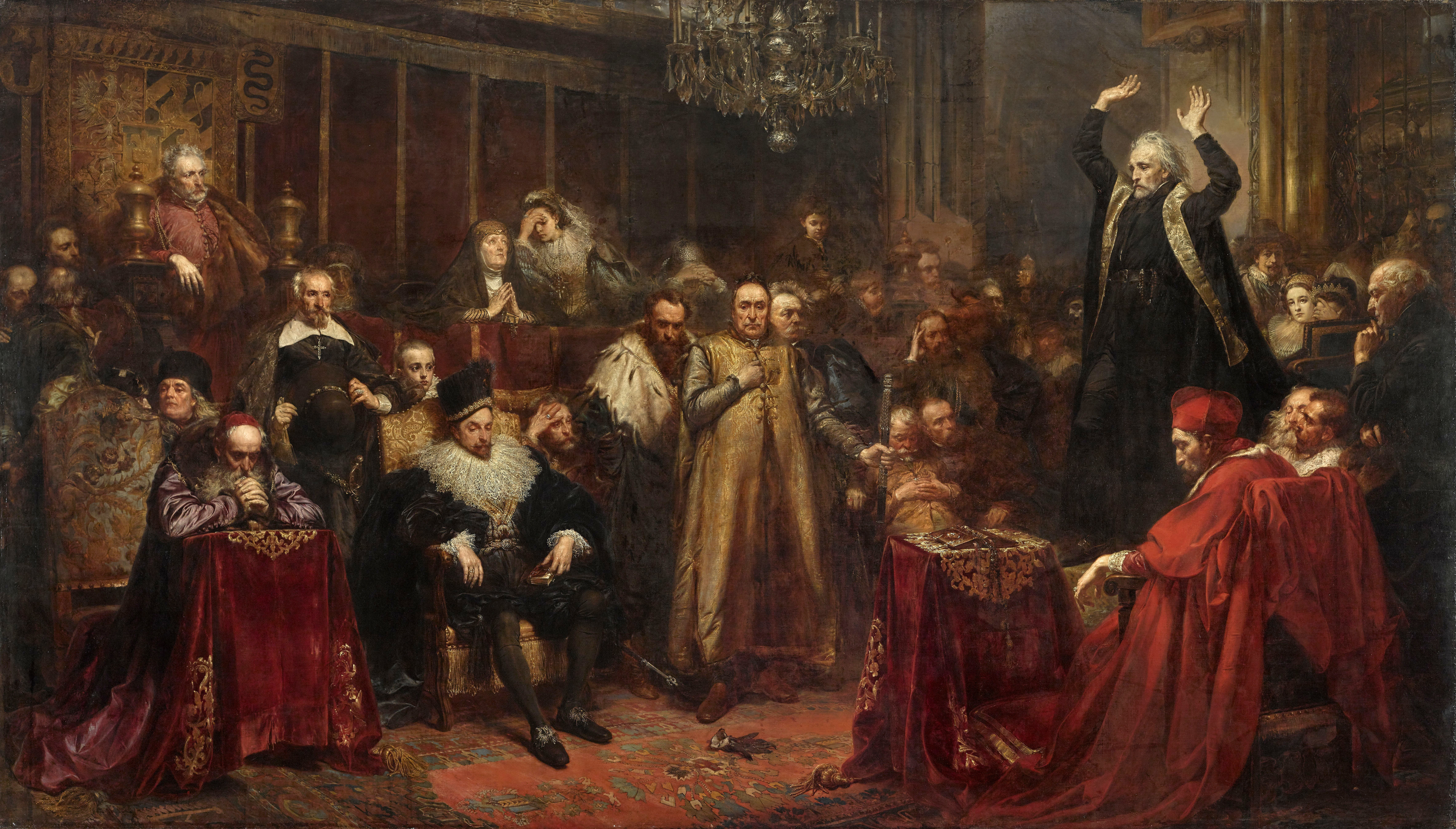
Jan Matejko, Kazanie Skargi (olej na płótnie, 1864). Obraz Matejki walnie przyczynił się do utrwalenia romantycznego mitu Skargi, jako proroka ostrzegającego przed upadkiem Rzeczypospolitej.

W okresie tym działał również Piotr Skarga, którego Kazania sejmowe uznane zostały przez romantyków za dzieło profetyczne, wskazujące na psucie się instytucji Rzeczypospolitej i zapowiadające jej upadek. W rzeczywistości kazania te nigdy nie zostały wygłoszone w Sejmie (była to jedynie literacka konwencja), a wydane w druku nie spotkały się z szerokim oddźwiękiem. Pod względem politycznym, dzieło Skargi postulowało silną władzę polityczną (wręcz absolutystyczną), krytykując wolności szlacheckie, a także tolerancję religijną (i przeciwstawiając jej surową odnowę moralną i ścisłe związki państwa z katolicyzmem)

### Wiek XVII
Głównym ośrodkiem wykładania filozofii pozostawał Uniwersytet Krakowski. W 1603 przeszedł on gruntowną reformę pod kierownictwem rektora Mikołaja Dobrocieskiego, w wyniku której arystotelizm w ściśle określonej interpretacji tomistycznej stał się oficjalną filozofią tej uczelni. Podobny charakter miały studia na uniwersytetach Wileńskim (zał. 1579) i Lwowskim (zał. 1661). Bardziej eklektyczny, antyscholastyczny i inspirowany nurtami filozofii renesansu, program wykładano na założonej w 1595 Akademii Zamojskiej, gdzie wykładał m.in. Adam Burski.
Wysoki poziom osiągnęło w XVII w. szkolnictwo protestanckie. Gimnazjum akademickie w Toruniu, kierowane od 1660 przez Heinricha Schaeviusa wprowadziło do swoich wykładów najnowsze osiągnięcia filozofii przyrody, m.in. wprowadzając po raz pierwszy w Polsce wykłady z fizyki kartezjańskiej. Nowatorstwo to wzbudziło sprzeciw rady miejskiej i na pewien czas powrócono do tradycyjnych nurtów filozofii. Sławę zyskało gimnazjum akademickie w Lesznie, gdy w pierwszych dekadach XVII w. do miasta napłynęli bracia czescy, emigranci religijni z Czech i Moraw. Najwybitniejszym z nich był Jan Ámos Komenský, reformator pedagogiki, autor traktatów religijnych i podręczników religijnych. Z Lesznem związany był także ewangelik Jan Jonston, lekarz i filozof przyrody, zwolennik Bacona, którego Naturae constantia ze swoją geometryczną metodą wywodzenia twierdzeń i panteizmem mogła wywrzeć wpływ na Spinozę. W trakcie potopu szwedzkiego Leszno zostało spalone, a większość braci czeskich wyemigrowała (sam Komenský osiadł ostatecznie w Amsterdamie). Poza granicami Rzeczypospolitej znane było również gimnazjum w Rakowie, centrum ruchu socyniańskiego (m.in. Joachim Stegmann, Samuel Przypkowski, Jonasz Szlichtyng, Andrzej Wiszowaty). Pod względem filozoficznym istotne są rozważania socynian nad problemem racjonalności religii, ich krytyka fizyki arystotelejskiej oraz wpływ jaki wywarły ich pisma na rozwój europejskiej filozofii nowożytnej. Ich pisma były znane, krytykowane i bronione w całej Europie i wpłynęły m.in. na Hugona Grocjusza, Pierre’a Bayle’a, Leibniza czy Johna Locke’a.

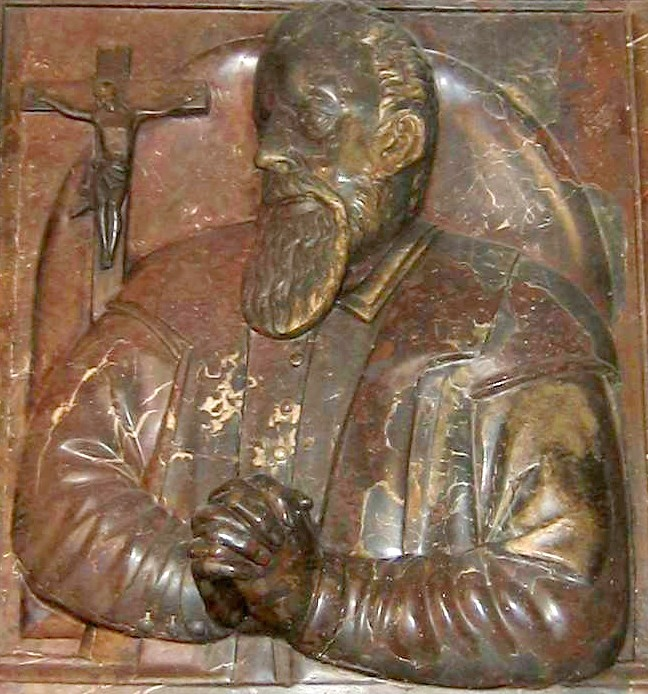
Sebastian Petrycy

Szersze przyswojenie językowi polskiemu pism filozoficznych Arystotelesa jest zasługą Sebastiana Petrycego, którego uznaje się także za głównego twórcę polskiej terminologii filozoficznej. Petrycy przełożył (z łaciny) i skomentował Ekonomikę, Politykę i Etykę. Przekłady te były jednymi z pierwszych w językach wernakularnych, wyprzedzając tłumaczenia na języki angielski, niemiecki czy hiszpański.
W wieku tym rozwinęła się publicystyka polityczna, podejmująca niejednokrotnie istotne wątki etyczne i z zakresu filozofii politycznej. Do najwybitniejszych autorów zalicza się Łukasza Opalińskiego i Andrzeja Maksymiliana Fredro. Utwory Opalińskiego legitymizowały ustrój i system społeczny rzeczypospolitej szlacheckiej. Również Fredro był apologetą ustroju, podejmującym również problematykę moralną. Jego Monita politico-moralia (Przestrogi polityczno-obyczajowe) były niezwykle popularne w całej Europie, doczekując się kilkudziesięciu wydań.

### Oświecenie
Oświecenie dotarło do Polski z opóźnieniem. Uważa się, że epoka ta trwała od połowy XVIII w. (pojedyncze wpływy zaznaczały się już wcześniej) do (najpóźniej licząc) lat 30. XIX w.
Cechą charakterystyczną polskiej myśli oświeceniowej było jej ścisłe powiązanie z burzliwymi przemianami społeczno-politycznymi. Oświecenie było utożsamiane z obozem, który chciał zmian i reform w kraju. Środowiska reformistyczne były też rozsadnikami myśli oświeceniowej i starały się, zgodnie z nią, przekształcić wszelkie przejawy życia w Rzeczypospolitej. Obok reform politycznych, dla rozwoju filozofii duże znaczenie miały też szeroko zakrojone reformy systemu edukacji, które zrywały z nauczaniem w duchu scholastyki, opierając się na empiryzmie i sensualizmie. W szkołach pod nadzorem Komisji Edukacji Narodowej zrezygnowano z tradycyjnego kursu filozofii, włącznie z uniezależnieniem od filozofii nauczania nauk przyrodniczych, a pozostawiono jedynie logikę (rozumianą jednak nie w sposób klasyczny, a sensualistyczny) i elementy etyki (utylitaryzm i prawa naturalne służące edukacji obywatelskiej). W okresie od 1780-1792 praktycznie więc nie wykładano w Polsce filozofii. Na zamówienie KEN Étienne de Condillac napisał swoją Logikę (1779, tłum. pl. Jana Znosko 1802), która miała służyć jako podręcznik. Logika Condillaca, zajmowała się opisem poznania za pomocą doświadczenia zmysłowego, a nie formalnymi regułami rozumowania, jak w usuniętej ze szkół logice Arystotelesa.
Początkowo, w okresie saskim dominowały wpływy niemieckie, w postaci oświeceniowej filozofii Christiana Wollfa. Jego zwolennikami w Polsce byli m.in. nadworny lekarz Augusta III Wawrzyniec Mitzler de Kolof oraz pijar Daniel Kazimierz Narbutt. Od lat 70. XVIII w. coraz większe uznanie zdobyły filozofia francuska i empiryzm Johna Locke’a. W okresie tym tworzyło wielu filozofów utożsamianych często z polską filozofią oświecenia – Hugo Kołłątaj, Stanisław Staszic i Jan Śniadecki.
Kołłątaj i Staszic byli czołowymi ideologami bloku młodej burżuazji miejskiej i zbliżonych do burżuazji warstw szlachty. Blok ten zaczął się formować u schyłku XVIII w. Najbardziej charakterystycznym rysem poglądów filozoficznych Kołłątaja i Staszica jest krytyka – ze stanowiska deistycznego – religijnych koncepcji praw społecznych i obowiążków moralnych człowieka. Byli oni rzecznikami teorii o obiektywności praw przyrody, zwolennikami sensualistycznej teorii poznania. Kołłątaj i Staszic stali na stanowisku, że filozofia winna się opierać na danych konkretnych nauk i ich uogólnieniach. W pojmowaniu życia społecznego polscy przedstawiciele Oświecenia nie zajmowali stanowiska materialistycznego pojmowania dziejów, upatrując podstawę postępu społecznego w walce oświaty i wiedzy naukowej z wstecznictwem.
Po ostatnim rozbiorze głównymi autorami zostają Jędrzej Śniadecki, Adam Ignacy Zubelewicz i Krystyn Lach Szyrma, zwolennicy szkockiego oświecenia, oraz Anioł Dowgird, w tym okresie skłaniający się ku filozofii Kanta.
W epoce tej szczególnego znaczenia nabrała filozofia polityczna. Postępujący kryzys i ostateczny upadek I Rzeczypospolitej spowodował ferment intelektualny, owocujący licznymi dziełami, które starały się ocenić stan państwa i społeczeństwa i wskazać drogę wyjścia z kryzysu. Utworem zapowiadającym reformy oświeceniowe był Głos wolny wolność ubezpieczający, przypisywany Stanisławowi Leszczyńskiemu (1743). Ogromną poczytność zyskał traktat Stanisława Konarskiego O skutecznym rad sposobie (1761-1763), wyrażający ducha całego obozu reformistycznego. Ważne teksty polityczne pisali Kołłątaj i Staszic. Dzieła te mierzyły się z problemami ustrojowymi Rzeczypospolitej, korzystając jednak z dorobku intelektualnego innych krajów europejskich i twórczo stosując je do rodzimych warunków. Sytuacja w Polsce żywo interesowała również najwybitniejsze umysły Europy. Bardzo krytycznie do polskich instytucji i kultury politycznej podchodził m.in. Voltaire. Swoje projekty reform ustrojowych przedstawili Jean-Jacques Rousseau (Uwagi o rządzie polskim, 1772) oraz Gabriel Mably (autor obszernej korespondencji z konfederatami barskimi).

### Wiek XIX

#### Zmiana charakteru filozofii
Upadek Rzeczypospolitej był wyraźnym końcem epoki. Od 1800 do 1830 zaczęła się w Polsce epoka preromantyczna, w której filozofia miała odmienny charakter i funkcjonowała w zupełnie innych warunkach. W okresie tym filozofia polska rozwijała się pod wpływem filozofii niemieckiej, odzwierciedlając zachodzące w niej zjawiska.
Na początku XIX wieku zwolennicy filozofii zdrowego rozsądku wykładali w Wilnie (Anioł Dowgird), Krakowie (Józef Emanuel Jankowski) i Warszawie (Adam Ignacy Zebellewicz). Kantyzm miał swoich propagatorów w uczniu Immanuela Kanta, Józefie Kalasantym Szaniawskim i Niemcach wykładających w Polsce (Michał Wacław Voigt, Johann Heinrich Abicht). Zapalonym kantystą był też ks. Feliks Jaroński. Kontynuatorem myśli oświeceniowej był Michał Wiszniewski.
W pierwszej połowie XIX w. rozpoczynają się też prace nad unowocześnieniem polskiego słownika filozoficznego, który bądź trzymał się pojęciowości scholastycznej, bądź też kopiował niemieckie słownictwo filozoficzne. Szczególną rolę odegrali w tym przedsięwzięciu Bronisław Trentowski i Karol Libelt, wykształceni na uczelniach niemieckich i przeświadczeni o wartości własnego języka filozofii dla kultury narodowej, ale udział w nim brali również inni pisarze romantyczni. Duża część wypracowanych w romantyzmie pojęć (np. jestestwo) jest już dziś przestarzała.
Po upadku powstania listopadowego doszło do likwidacji Uniwersytetu Wileńskiego (1832). Stopniowo dochodziło też do germanizacji uniwersytetów w Krakowie i Lwowie. Coraz częściej Polacy studiowali filozofię za granicami dawnej Polski (Niemcy, Austria, Francja, Rosja). Spowodowało to bliższe kontakty z zachodnią filozofią, ale także zatarcie się specyfiki polskiej myśli filozoficznej. Po 1870 r. w Galicji doszło do częściowej repolonizacji uniwersytetów w Krakowie i Lwowie, co pozwoliło na rozwój lokalnych środowisk filozoficznych.

#### Mesjanizm

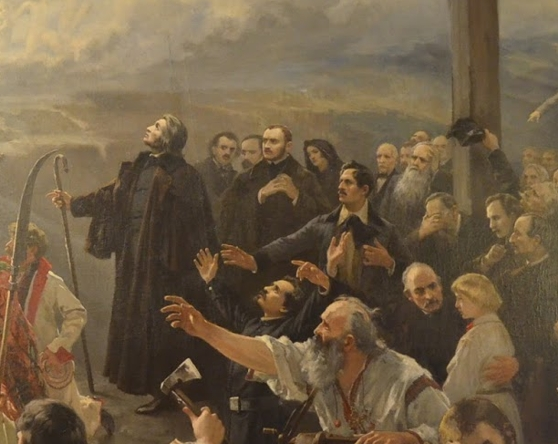
Adam Mickiewicz wiedzie polskich poetów. Za nim Juliusz Słowacki i Zygmunt Krasiński. Jan Styka, fragment obrazu Polonia (1891)

Mesjanizm był głównym nurtem polskiego romantyzmu, a jego największy rozkwit przypada na XIX wiek między powstaniem listopadowym a styczniowym. Podobnie jak inne postacie mesjanizmu, mesjanizm polski opierał się na idei ziemskiego zbawienia ludzkości (eschatologia). W jego najbardziej rozpowszechnionej postaci zbawienie to wiązane było ściśle z narodem polskim i dokonywało się w procesie historycznym (filozofia historii). Mesjanizm łączył w sobie refleksje filozoficzną, religijną i polityczną. Wyrażał się zarówno w traktatach, jak i dziełach literackich (szczególnie literaturze romantyzmu). Mesjanizm powstał jako ideologia narodu uciśnionego, szukającego w nim zarówno kompensacji własnych klęsk (poczucie własnej wyższości moralnej), jak i poszukującego dróg wyjścia z ucisku (funkcja mobilizacyjna) . Postulowany przezeń program polityczny oparty był na wyższości moralnej i duchowej, dzięki którym „sprawa polska” miała zatriumfować. Mesjanizmy rozkwitły w romantyzmie, stawiając sobie za cel odnowienie duchowości i religii w opozycji zarówno do myślenia oświeceniowego, jak i do instytucjonalnej religii (Kościoła katolickiego). O ile w myśli oświeceniowej silne były wątki empiryczne i racjonalistyczne, to romantyzm podkreślał rolę emocji i wyobraźni.

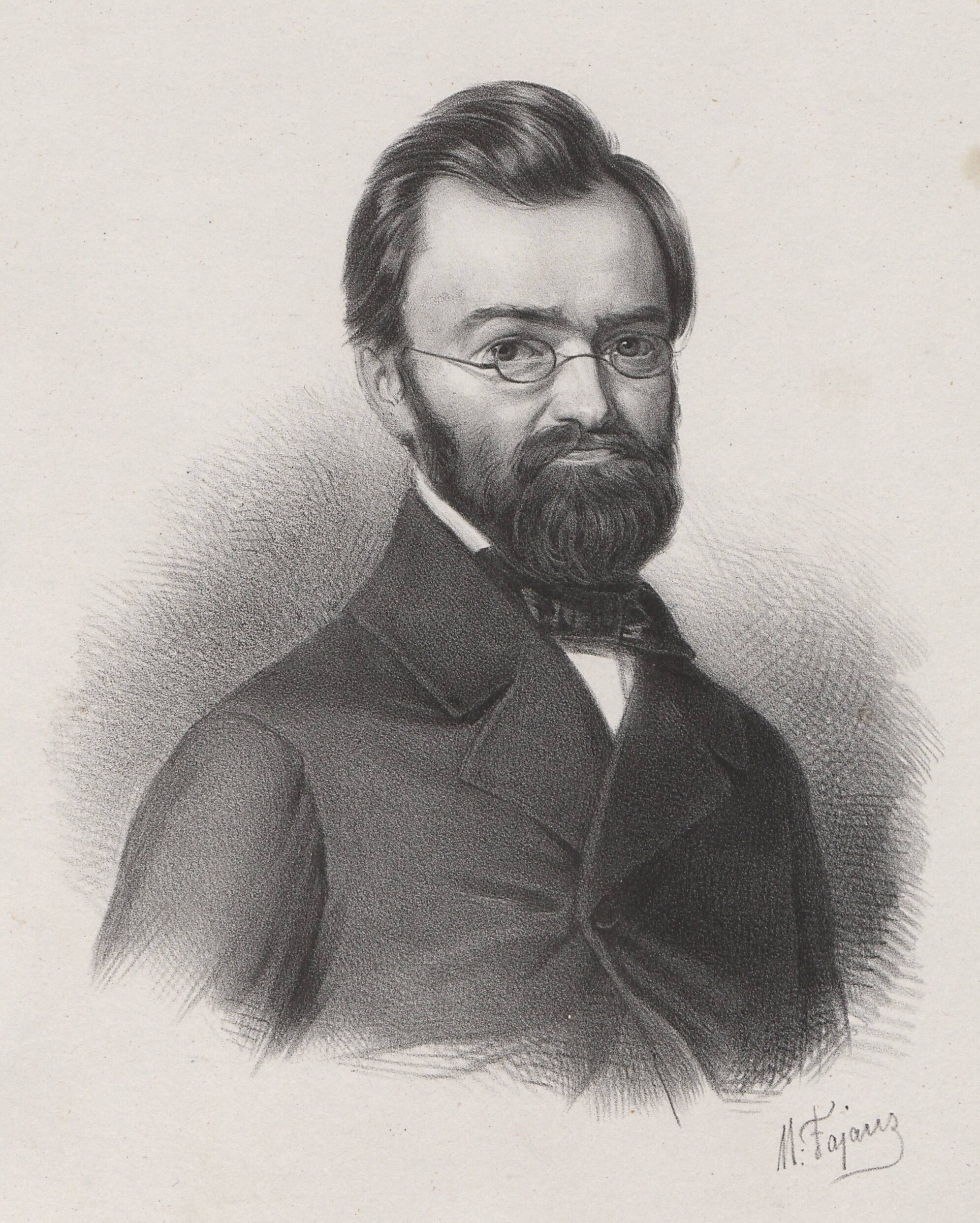
August Cieszkowski

Mesjanizm polski, obok francuskiego i niemieckiego był najżywotniejszą postacią romantycznego mesjanizmu. Był tworzony przede wszystkim w polskich środowiskach emigracyjnych przebywających we Francji po powstaniu listopadowym. Polski mesjanizm jest szerokim i różnorodnym nurtem, którego poszczególni przedstawiciele znacząco różnili się między sobą. Pierwszą wyraźną artykulacją idei mesjanizmu była twórczość Józefa Hoene-Wrońskiego, który jako pierwszy użył tego terminu. Był to rozbudowany system filozoficzny rozwijany w licznych, pisanych w języku francuskim pracach, w którym autor dąży do połączenia filozofii, religii, reformy nauk, wyjaśnienia celu dziejów oraz osiągnięcia pełni człowieczeństwa. Mesjanizm był „filozofią absolutną”, wypełniającą obietnicę daną ludzkości przez Mesjasza-Chrystusa .
Odmienny charakter miała myśl mesjanistyczna Adama Mickiewicza, która ze względu na wysoką formę literacką, w jakiej została zaprezentowana, a także ze względu na swoją rolę w kulturze narodowej, zadecydowała o znaczeniu mesjanizmu w ogólności dla polskiego romantyzmu, a także o jego charakterze. W III Części Dziadów, Księgach narodu polskiego i pielgrzymstwa polskiego oraz Prelekcjach paryskich Mickiewicz wskazywał, że wybitne jednostki i narody prowadzą ludzkość do zbawienia. Szczególne role pełnią narody słowiańskie (przede wszystkim Polacy), oraz Francuzi. Od 1841 znalazł się w sferze wpływów Andrzeja Towiańskiego, który miał charakter bardziej religijny i spirytualistyczny . Dzięki osobistej charyzmie Towiański zgromadził wokół siebie duże grono wybitnych przedstawicieli kultury polskiej, nazywanych Kołem Sprawy Bożej lub towiańczykami. Należeli do niego Mickiewicz, Juliusz Słowacki, Zygmunt Krasiński czy Seweryn Goszczyński. Mesjanizm towiańczyków był nie tylko ideologią, ale i zorganizowanym ruchem filozoficzno-polityczno-religijnym, zorganizowanym w formie sekty. Ruch ten starał się wcielać swoje idee w życie, a jednocześnie problemy, które pojawiały się w praktyce, wywierały wpływ na treść doktryny.
Niezależnym nurtem mesjanizmu była filozofia Augusta Cieszkowskiego (której ważnym elementem była filozofia czynu). Cieszkowski obracał się w kręgu filozofii niemieckiej (po niemiecku ogłosił też wiele swoich prac) i jest jednym z najważniejszych przedstawicieli wczesnego heglizmu, mającym istotny wpływ na rozwój filozofii Karola Marksa. Cieszkowski starał się zbudować system historiozoficzny o charakterze millenarystycznym. Dzieje ludzkie dzielą się na trzy epoki, z której w trzeciej, epoce Ducha Świętego, nastąpić miało odnowienie moralne ludzkości i zapanować miała uniwersalna „religia Parakleta”. Postęp przez epoki następuje w drodze ewolucji i ma charakter moralno-religijny.
Do innych przedstawicieli mesjanizmu, z okresu jego największego rozkwitu, należeli: Ludwik Królikowski (wydawca w 1843-1846 mesjanistycznego pisma emigracyjnego „Polska Chrystusowa”), Florian Bochwic, Konstanty Danielewicz, Bronisław Trentowski, Karol Libelt, Cyprian Kamil Norwid oraz Eleonora Ziemięcka (pierwsza filozofka polska).

#### Pozytywizm

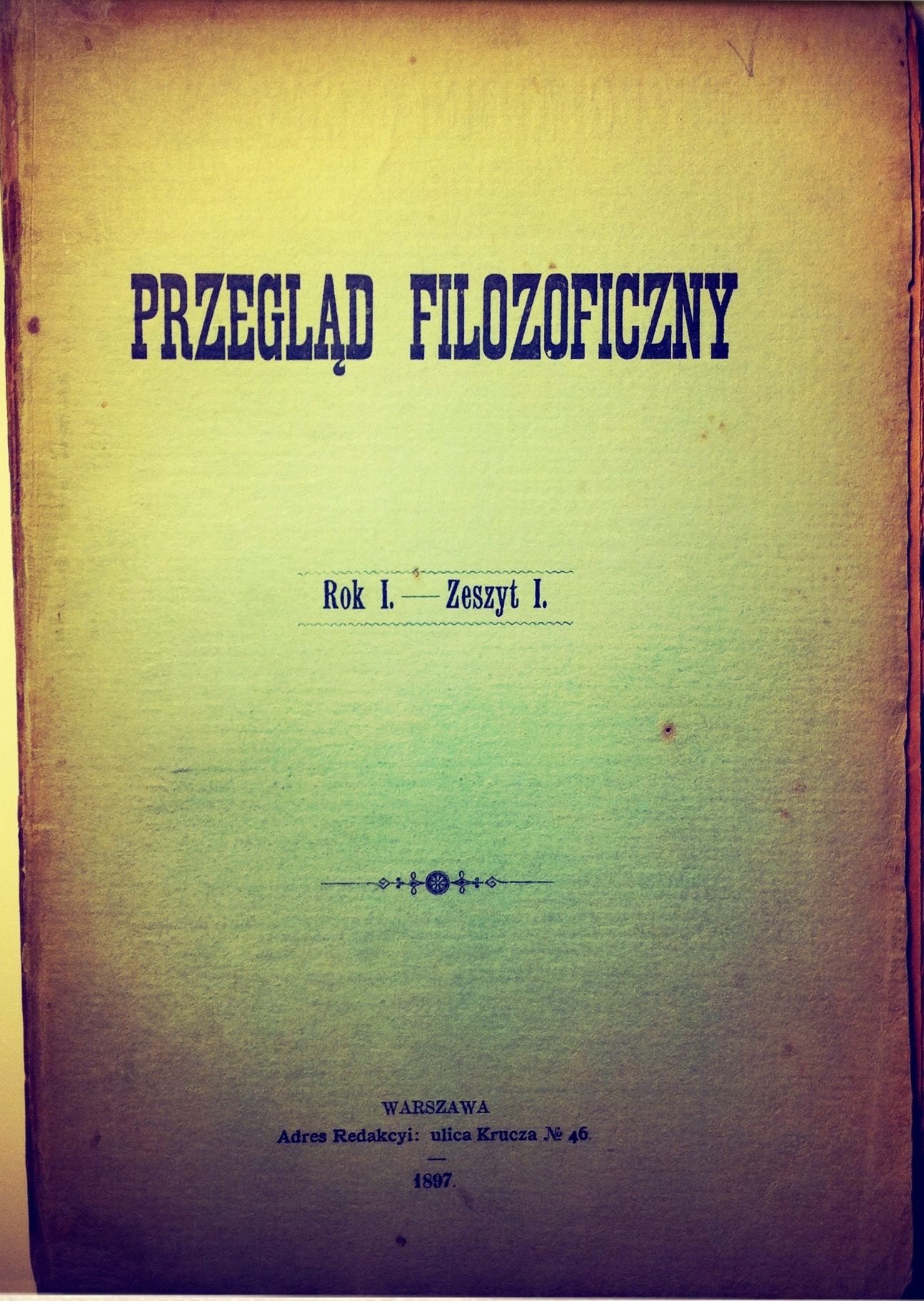
Pierwszy numer Przeglądu Filozoficznego, pierwszego polskiego czasopisma filozoficznego (1897)

Pozytywizm polski był ruchem społeczno-literackim, mającym również swój wymiar filozoficzny. Tendencje pozytywistyczne pojawiły się już w filozofii polskiej okresu oświecenia (szczególnie u Jana Śniadeckiego, Kołłątaja i Staszica, a później u Michała Wiszniewskiego). W okresie romantyzmu tendencje te przygasły, by od lat 60. XIX wieku znowu zyskiwać na sile i ukształtować się w latach 70. XIX w. jako nurt filozoficzny, który zdominuje epokę aż do przełomu wieków. W początkowym okresie (prepozytywizmu) najważniejszymi autorami byli Dominik Szulc i Józef Supiński. Ich myśl stanowiła pomost pomiędzy myślą oświeceniową, a dojrzałą postacią pozytywizmu, pozytywizmem warszawskim. Jako pierwsi czytali oni i komentowali prace Auguste’a Comte’a. Nurt pozytywistyczny był aktywny aż do pierwszych lat po odzyskaniu niepodległości, choć na przełomie XIX i XX w. stracił znaczenie na rzecz nurtów modernistycznych.
Większość filozofów tego okresu była amatorami, a ich teksty miały w dużej mierze charakter publicystyczny, społeczno-polityczny czy popularyzatorski. Najważniejszym ośrodkiem była Warszawa, a ukształtowane tam środowisko określa się jako pozytywizm warszawski. W Warszawie działała Szkoła Główna Warszawska (1862-1869), na której działali wybitni wykładowcy, przedstawiciele formacji pozytywistycznej. Po jej zamknięciu pozytywizm stopniowo przestał być spójnym środowiskiem, a filozofia przestała mieć charakter akademicki. Głównym pismem był początkowo „Przegląd Tygodniowy”, a później również „Niwa”. Innymi ważnymi ośrodkami życia filozoficznego były Kraków (z Uniwersytetem Jagiellońskim) i Lwów.
W 1897 zaczęło się ukazywać pierwsze polskie czasopismo filozoficzne – „Przegląd Filozoficzny”, którego twórcą był Władysław Weryho. Łamy pisma były otwarte również dla filozofów niepozytywistycznych, a także dla tekstów nie mających charakteru filozoficznego (a ogólnie pozytywistyczny czy scjentystyczny). Weryho założył też w 1915 Polskie Towarzystwo Psychologiczne i Instytut Filozoficzny w Warszawie.
Polski pozytywizm filozoficzny miał charakter eklektyczny i dość mało oryginalny. Głównymi źródłami inspiracji byli Auguste Comte, John Stuart Mill i Herbert Spencer. W okresie tym przetłumaczono na język polski dzieła czołowych filozofów i naukowców epoki. Wobec braku filozoficznych ośrodków akademickich zapewniało to polskiemu społeczeństwu kontakt ze współczesnymi nurtami intelektualnymi i możliwość samokształcenia, a także stworzyło podwaliny pod rozwój nauki i filozofii w języku polskim.
Najbardziej znanymi filozofami byli: Aleksander Świętochowski, Julian Ochorowicz i Władysław Kozłowski. Psychologia i socjologia były na etapie oddzielania się od filozofii, prace z tych dziedzin miały jeszcze wyraźny charakter filozoficzny. Ochorowicz był bardziej znany jako psycholog niż filozof, a Świętochowski jako socjolog. Socjologiem, którego prace miały duże znaczenie filozoficzne, był Ludwik Gumplowicz. Międzynarodową sławę zyskały prace Leona Petrażyckiego, piszącego początkowo w językach rosyjskim i niemieckim. Petrażycki zajmował się filozofią i socjologią prawa i jest uznawany za jednego z ojców tej dyscypliny (ze swoją psychologiczną szkołą prawa). Wydał również istotne prace z zakresu etyki i metodologii nauk.
Działali również naukowcy, którzy obok swej działalności badawczej, wydawali również prace na temat filozoficznych i metodologicznych podstaw swoich dyscyplin, np. Benedykt Dybowski i Józef Nusbaum-Hilarowicz w zakresie biologii czy Samuel Dickstein w zakresie matematyki, Władysław Biegański w medycynie (polska szkoła filozofii medycyny), czy Marian Smoluchowski w fizyce.

#### Inne nurty
Pozytywizm pozostawał głównym nurtem filozoficznym epoki. Obok niego rozwijały się również nurty poboczne (łączone niekiedy z pozytywizmem), w szczególności empiriokrytycyzm (Adam Mahrburg, uznawany przez niektórych za najwybitniejszego filozofa pozytywistycznego), neokantyzm (Józefa Krzyżanowska-Kodisowa, jedna z pierwszych kobiet w Europie z tytułem doktora filozofii; Marian Massonius), pragmatyzm (zauważony przez Władysława Mieczysława Kozłowskiego, tłumacza Williama Jamesa). Wielkim krytykiem pozytywizmu ze stanowiska bliskiego niemieckiej filozofii akademickiej był Henryk Struve, który był również wybitnym historykiem filozofii, oraz jedynym w drugiej połowie XIX w. akademickim filozofem w Warszawie.
Od wydania w 1879 encykliki Aeterni Patris Leona XIII zaczęła się rozwijać w Polsce neoscholastyka (Marian Ignacy Morawski, Stefan Pawlicki, Franciszek Gabryl). Nurt ten stał się podstawą nauczania filozofii na powstałym w 1918 Katolickim Uniwersytecie Lubelskim.

### Od przełomu wieków do 1918

#### Modernizm
Pod koniec XIX w. pozytywizm przestał być dominującym nurtem kulturowym, a na znaczeniu zyskały liczne stanowiska antypozytywistyczne, które określano łącznie nazwami „modernizm” czy „Młoda Polska”. Filozofia tego okresu ściśle związała się z literaturą. Wymiar filozoficzny zawierają liczne teksty ideologów i pisarzy tego nurtu, takich jak Ignacy Matuszewski, Antoni Lange, Stanisław Przybyszewski, Zenon Przesmycki, Artur Górski, Tadeusz Miciński. Szczególną rolę gra w ich pracach refleksja nad estetyką czy filozofią kultury. Autorzy ci inspirowali się różnymi nurtami ideowymi: romantyzmem, filozofią Friedricha Nietzschego, idealizmem, dekadentyzmem i filozofią życia.

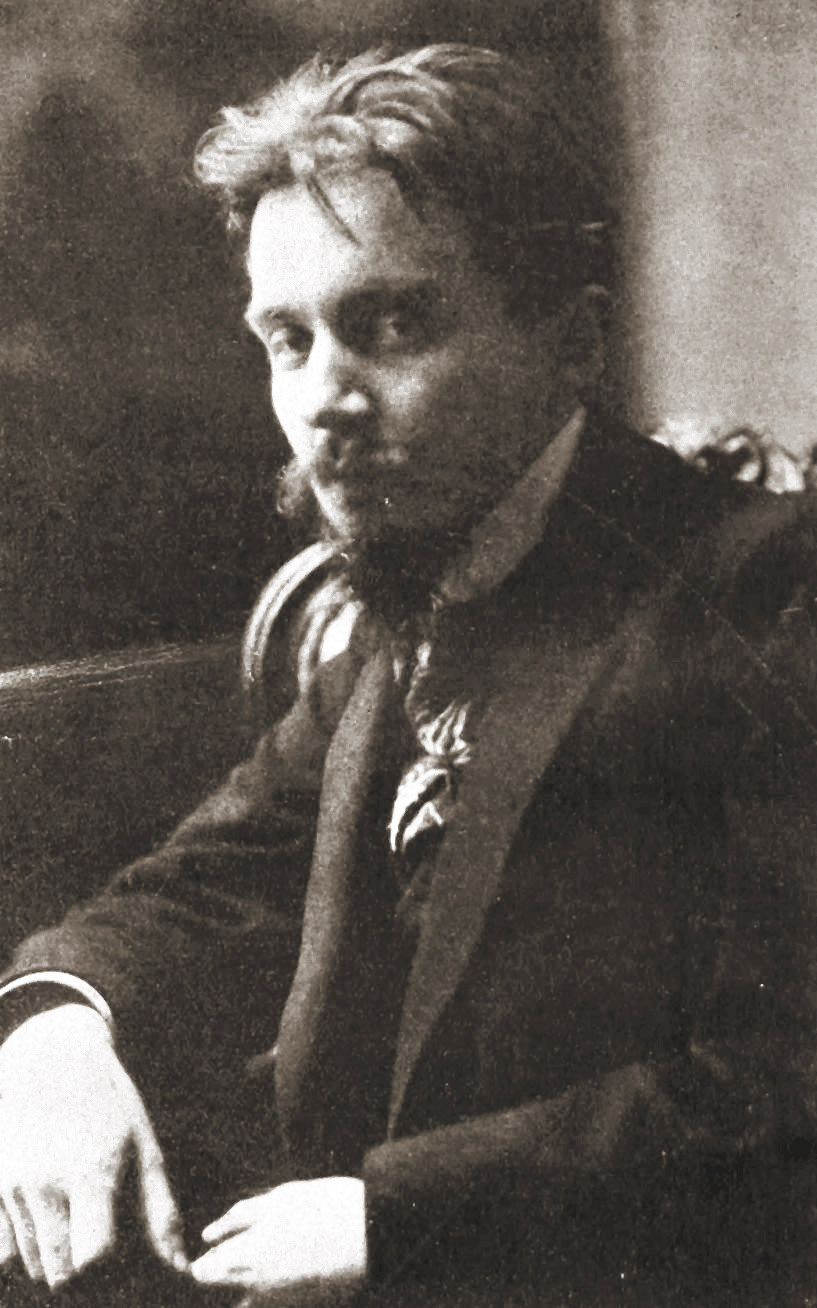
Stanisław Brzozowski w 1910 r.

Stanisław Brzozowski był jedną z wielkich osobowości epoki, zarówno pod względem intelektualnym, osobowościowym, jak i literackim. Pozostawił po sobie obszerny i zróżnicowany dorobek. Jego filozofia miała charakter dynamiczny i aktywistyczny. Centralne miejsce zajmują w niej pojęcia życia, czynu i pracy (jego późniejszy dorobek określa się mianem filozofii pracy). Brzozowski dokonał krytycznego przeglądu polskiej tradycji intelektualnej i współczesnych nurtów literackich i filozoficznych. Jego myśl ewoluowała od krytyki pozytywizmu i naturalizmu, w kierunku marksizmu i ruchu socjalistycznego.
Od modernizmu młodopolskiego należy odróżnić modernizm religijny, nurt filozoficzny w ramach katolicyzmu, którego jedynym zadeklarowanym przedstawicielem był Marian Zdziechowski.

#### Neomesjanizm
Na przełomie XIX i XX w. nastąpiły powrót zainteresowania mesjanizmem i próba syntetycznego ujęcia jego różnych nurtów, określane jako neomesjanizm. W nurcie tym zmianie uległo pojęcie narodu, z historycznej wspólnoty etnicznej na wspólnotę religijną. Katolicyzm został uznany podstawą polskiej tożsamości narodowej, a jako misję Polski określono sąsiedztwo z dwoma wrogimi żywiołami: protestanckimi Niemcami i prawosławną Rosją. Głównymi przedstawicielami tego nurtu byli Wojciech Dzieduszycki, Stanisław Szczepanowski, Ludwik Posadzy, Antoni Chołoniewski czy Wincenty Lutosławski . Lutosławski był jednym z nielicznych polskich filozofów tego okresu znanych za granicą. Był przyjacielem Jamesa i Bergsona. Z szerokim uznaniem spotkały się jego pisma na temat Platona, w szczególności próba ustalenia chronologii jego dialogów metodą stylometrii.

#### Socjalizm i marksizm

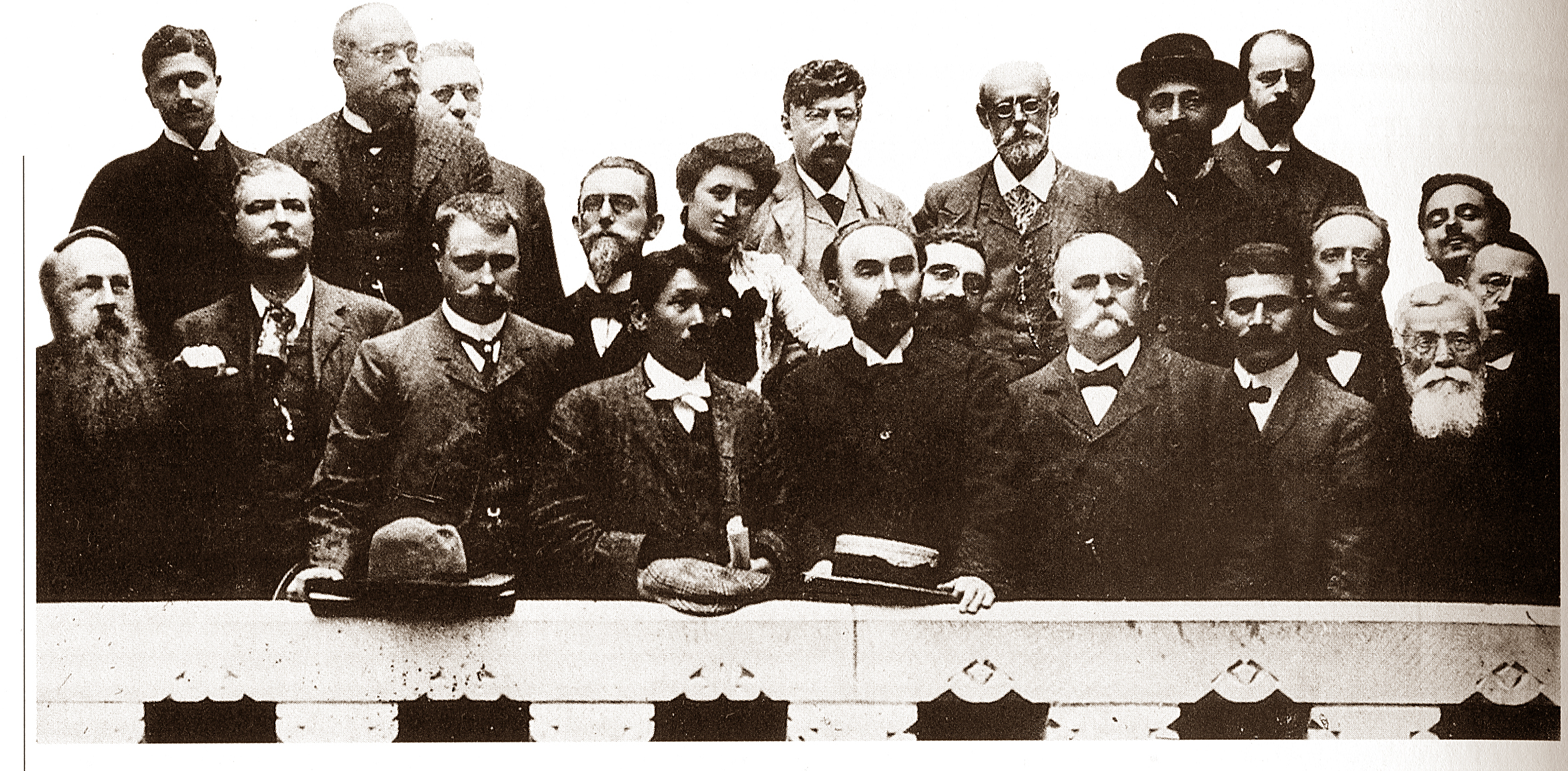
Róża Luksemburg wśród liderów II Międzynarodówki

Pod koniec XIX w. na znaczeniu zyskał socjalizm i marksizm, zarówno jako ruch społeczno-polityczny, jak i stanowisko w naukach społecznych i filozofii. Wyróżnia się dwa nurty socjalizmu: niepodległościowy (łączący hasła polepszenia losu klas uciskanych z patriotyzmem i programem niepodległości państwa), oraz międzynarodowy (uważający, że tożsamość narodowa jest wtórna wobec przynależności klasowej i zwycięstwo w konflikcie klasowym jest ważniejsze niż walka narodowowyzwoleńcza). Do znaczących autorów nurtu niepodległościowego, piszących prace o charakterze filozoficznym, należeli Bolesław Limanowski i Kazimierz Kelles-Krauz. Nurt internacjonalistyczny reprezentowali m.in. Julian Marchlewski i Róża Luksemburg, której stanowisko (luksemburgizm) ma znaczącą pozycję w historii marksizmu.
Wielu socjalistów i marksistów miało poglądy leżące poza głównym nurtem tych stanowisk, lub łączone z innymi nurtami (np. pozytywizmem). Wielu inspirowało się jedynie marksizmem, lub odchodziło od niego w pewnym momencie swego życia. Do takich osób należeli Ludwik Krzywicki czy Edward Abramowski. Autorem, który w pewien sposób inspirował się marksizmem, jednak nigdy nie należał do tego nurtu i stworzył wysoce oryginalną „filozofię pracy” był (wspomniany wyżej) Stanisław Brzozowski.

#### Działalność Kazimierza Twardowskiego

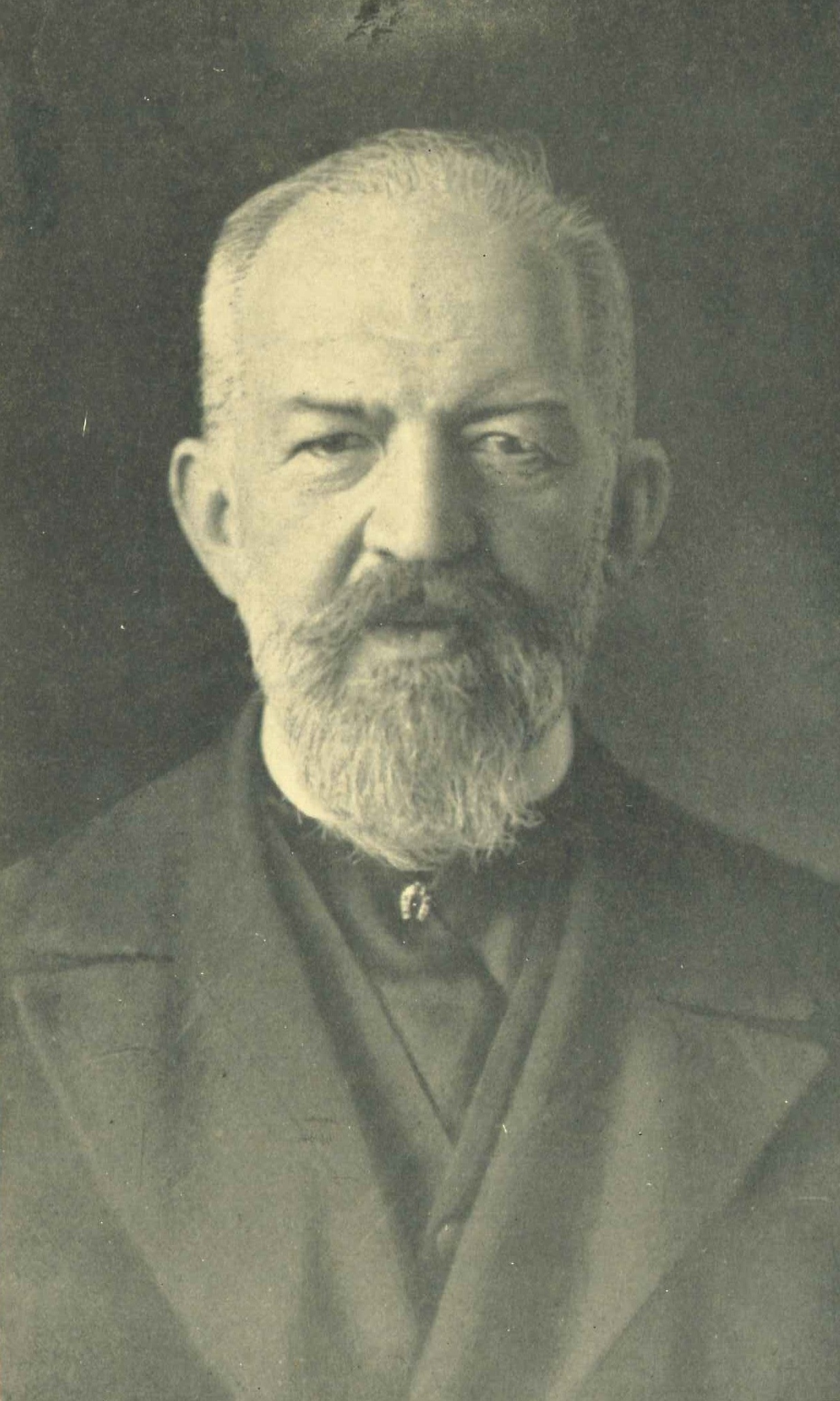
Kazimierz Twardowski (1933)

W 1895 profesorem filozofii na Uniwersytecie Lwowskim został wykształcony w Wiedniu Kazimierz Twardowski. Był on wybitnym dydaktykiem, badaczem i organizatorem życia filozoficznego. Dzięki jego staraniom m.in. rozpoczęto wydawanie „Ruchu Filozoficznego” (1911) i zaczęły się odbywać ogólnopolskie zjazdy filozoficzne (1923, 1927, 1936). Brał też udział w założeniu w 1904 Polskiego Towarzystwa Filozoficznego (Lwów, 1904) Historia PTF. Przede wszystkim jednak, Twardowski wychował kilka pokoleń uczniów i zorganizował wokół siebie środowisko, które po kilkunastu latach zaczęto postrzegać jako szkołę filozoficzną. Po odzyskaniu niepodległości w 1918, część tych osób przeniosła się do Warszawy, a całe środowisko zaczęto określać mianem „szkoła lwowsko-warszawska”.
Do pierwszego pokolenia uczniów Twardowskiego należeli Jan Łukasiewicz (logik) i Władysław Witwicki (psycholog i tłumacz Platona). W kolejnych latach do środowiska weszli Kazimierz Ajdukiewicz, Tadeusz Czeżowski, Tadeusz Kotarbiński, Zygmunt Zawirski. Rosnąca sława szkoły ściągnęła do Lwowa Stanisława Leśniewskiego i Władysława Tatarkiewicza. Do kręgu uczniów Twardowskiego zaliczało się także kilku filozofów ukraińskich, ważnych dla rozwoju filozofii w tym języku: Stefan Baley, Jakym Jarema, Hawryił Kostelnyk i Hilarion Święcicki.
Twardowski uważał się za ucznia Franza Brentano. Kontynuował on jego program unaukowienia filozofii, przede wszystkim w zakresie stosowania metod podobnych do metod naukowych: jasnego sformułowania problemu i stosowania rozumowań logicznych. Nauką, która miała najwięcej do zaoferowania filozofii była psychologia. Konsekwencją takiego podejścia miało też być porzucenie wielu problemów tradycyjnej metafizyki. Twardowski zajmował się również problemami epistemologii. Wielu jego uczniów zajęło się natomiast problemami logiki formalnej, co dało szkole międzynarodową sławę.

### 1918–1945
Odzyskanie niepodległości w 1918 pozwoliło na swobodne uprawianie filozofii w języku polskim, a także na rozwój nauczania akademickiego. Do już wychodzących pism „Ruchu Filozoficznego” i „Przeglądu Filozoficznego” dołączają kolejne: „Kwartalnik Filozoficzny” (1922) oraz wydawane w językach konferencyjnych „Studia Philosophica” (1935).

#### Szkoła lwowsko-warszawska

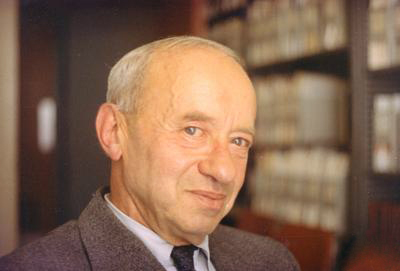
Alfred Tarski (1968)

Kiedy po odzyskaniu niepodległości w największych miastach kraju zaczęto organizować szkolnictwo wyższe, uczniowie Kazimierza Twardowskiego znaleźli zatrudnienie na wszystkich (prócz KULu) uniwersytetach. Szczególnie silną pozycję uzyskali na Uniwersytecie Warszawskim, a szkołę lwowską zaczęto nazywać (od lat 30.) szkołą lwowsko-warszawską. Przedstawiciele szkoły działali także w innych miastach, m.in. w Krakowie i w Wilnie (wokół Tadeusza Czeżowskiego).

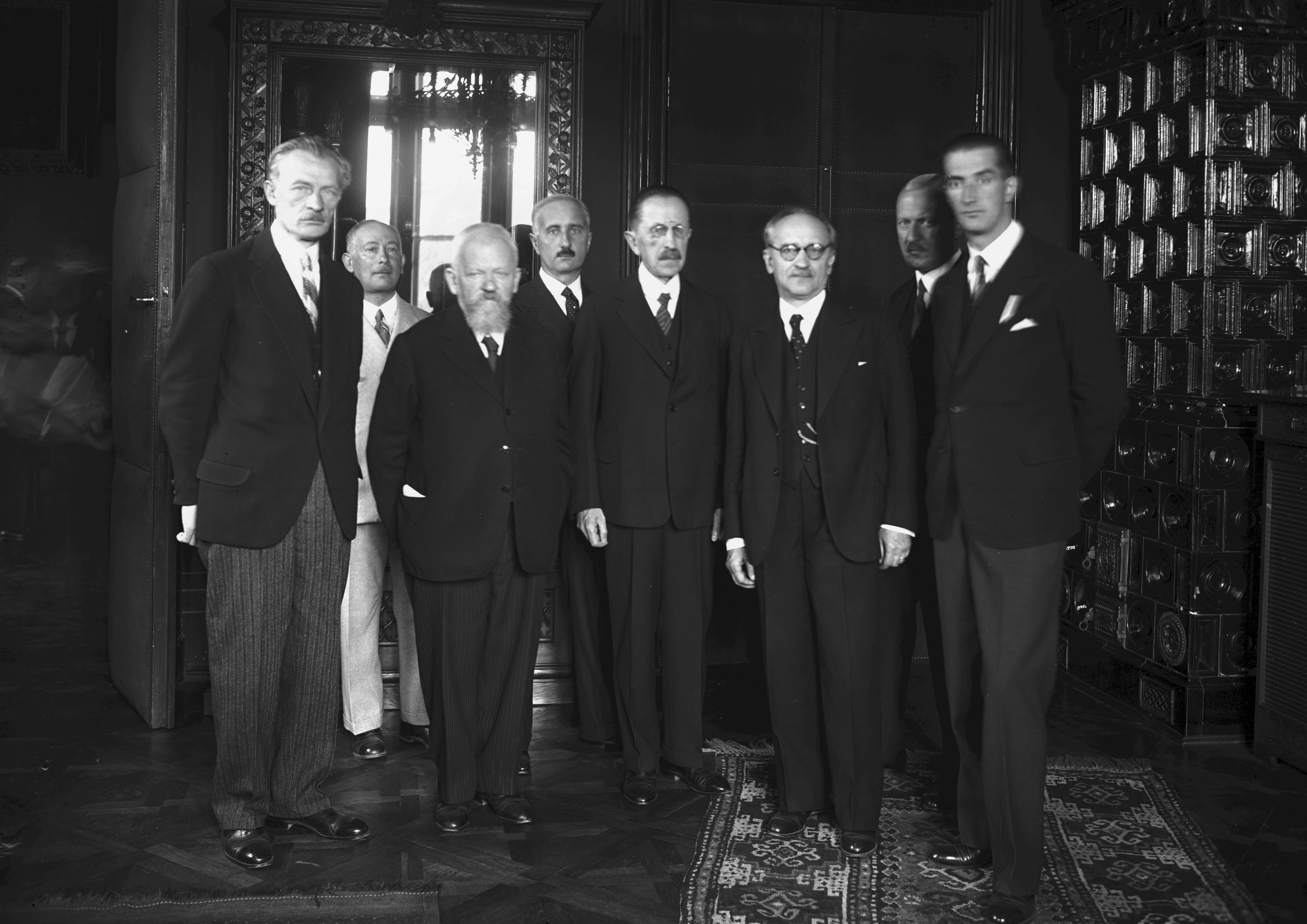
III Zjazd Filozofów w Krakowie (1936). Stoją od lewej: Zygmunt Zawirski, NN, Witold Rubczyński, Władysław Tatarkiewicz, Tadeusz Garbowski, Jan Łukasiewicz, Tadeusz Czeżowski, Marian Heitzman.

Na Uniwersytecie Warszawskim ukształtowała się polska szkoła matematyczna, która zgodnie z programem Janiszewskiego skupiła swe badania nad nowymi zagadnieniami matematycznymi. Jednymi z nich były logika matematyczna i podstawy matematyki. Ze Lwowa do Warszawy przybyli Stanisław Leśniewski i Jan Łukasiewicz. Wraz z nimi pierwsze pokolenie warszawskich logików tworzyli Wacław Sierpiński, Stefan Mazurkiewicz i Kazimierz Kuratowski. Wychowali oni wielu uczniów, z których najwybitniejszym był Alfred Tarski, twórca semantycznej teorii prawdy, uznawany za jednego z najwybitniejszych logików XX w. Wśród osiągnięć tego środowiska wymienia się prace nad formalizacją systemów logicznych (m.in. notacja Łukasiewicza), logiką wielowartościową czy teoriami prawdy.
Na Uniwersytecie Warszawskim rozpoczął pracę również inny uczeń Twardowskiego, Tadeusz Kotarbiński, który sformułował podstawy reizmu, nowatorskiej koncepcji ontologicznej, a także prakseologii (przedstawionej w rozwiniętej postaci dopiero po wojnie). Filozof ten zgromadził też wokół siebie liczne grono uczniów (m.in. Maria i Stanisław Ossowscy, Mieczysław Wallis, Edward Poznański). Zainteresowania tej grupy były bardziej różnorodne: od metodologii nauk i semantyki po estetykę. Te dwa środowiska pozostawały ze sobą w kontakcie, odzwierciedlając jednocześnie rodzący się podział na logikę formalną i metodologię nauk oraz na semantykę i semiotykę.
Twardowski i Ajdukiewicz kontynuowali swoją działalność we Lwowie. Do kolejnego pokolenia uczniów Twardowskiego należeli m.in. Izydora Dąmbska, Maria Kokoszyńska czy Henryk Mehlberg. Ajdukiewicz był autorem ważnych prac z zakresu epistemologii (logistyczny antyirracjonalizm, radykalny konwencjonalizm i epistemologia semantyczna) i metodologii nauk (klasyfikacja rozumowań i wnioskowań).
Zdaniem Jana Woleńskiego kres szkole położyła II wojna światowa. Twardowski i Leśniewski zmarli krótko przed wojną, a Zawirski i Witwicki krótko po niej. Wielu przedstawicieli szkoły zginęło w trakcie wojny lub emigrowało z kraju. Nowa sytuacja polityczna po 1945 spowodowała, że choć wielu członków szkoły pozostawało aktywnych, to środowisko uległo rozproszeniu. Z kolei zdaniem Jacka Jadackiego, szkoła w latach 1940–1960 przechodziła okres rozproszenia i destrukcji, by odrodzić się wraz z osłabnięciem represji politycznych kolejnym pokoleniem filozofów.
Szkoła lwowsko-warszawska wywarła znaczący wpływ nie tylko na rozwój polskiej filozofii, ale także poza granicami kraju. Poprzez Tarskiego, warszawski ośrodek szkoły nawiązał bliskie kontakty z Kołem Wiedeńskim. W 1933 przez sześć tygodni w Warszawie przebywał Willard Van Orman Quine, słuchając wykładów i dyskutując z Tarskim, Leśniewskim, Łukasiewiczem i innymi przedstawicielami szkoły. Dzięki jego staraniom, krótko przed wojną Tarski wyjechał do Stanów Zjednoczonych, zaczynając tam międzynarodową karierę. Wojna spowodowała też emigrację wielu innych członków szkoły, powodując, że jej idee włączone zostały w tradycje filozoficzne innych krajów. Największy międzynarodowy rozgłos zyskały osiągnięcia szkoły w dziedzinie logiki. Wpływ idei Kazimierza Twardowskiego odnajduje się w filozofiach Alexiusa Meinonga i Edmunda Husserla. Krakowscy przedstawiciele szkoły (m.in. Józef Maria Bocheński i Jan Salamucha) mieli swój wkład w rozwój neoscholastyki, choć w późniejszym okresie analityczny nurt w neoscholastyce nie był kontynuowany. Szkoła odegrała też kluczową rolę na kształtowanie się polskiej kultury intelektualnej. Pod jej wpływem kształciły się pokolenia filozofów. Z jej kręgu wywodziło się wielu wybitnych intelektualistów. Podręczniki Kotarbińskiego (Elementy teorii poznania, logiki formalnej i metodologii nauk), Tatarkiewicza (Historia filozofii), Ajdukiewicza (Zagadnienia i kierunki filozofii. Teoria poznania. Metafizyka, Logika pragmatyczna), Witwickiego (Psychologia) wraz z jego tłumaczeniami dialogów Platona długo były podstawą wykształcenia polskich humanistów.

#### Roman Ingarden i fenomenologia

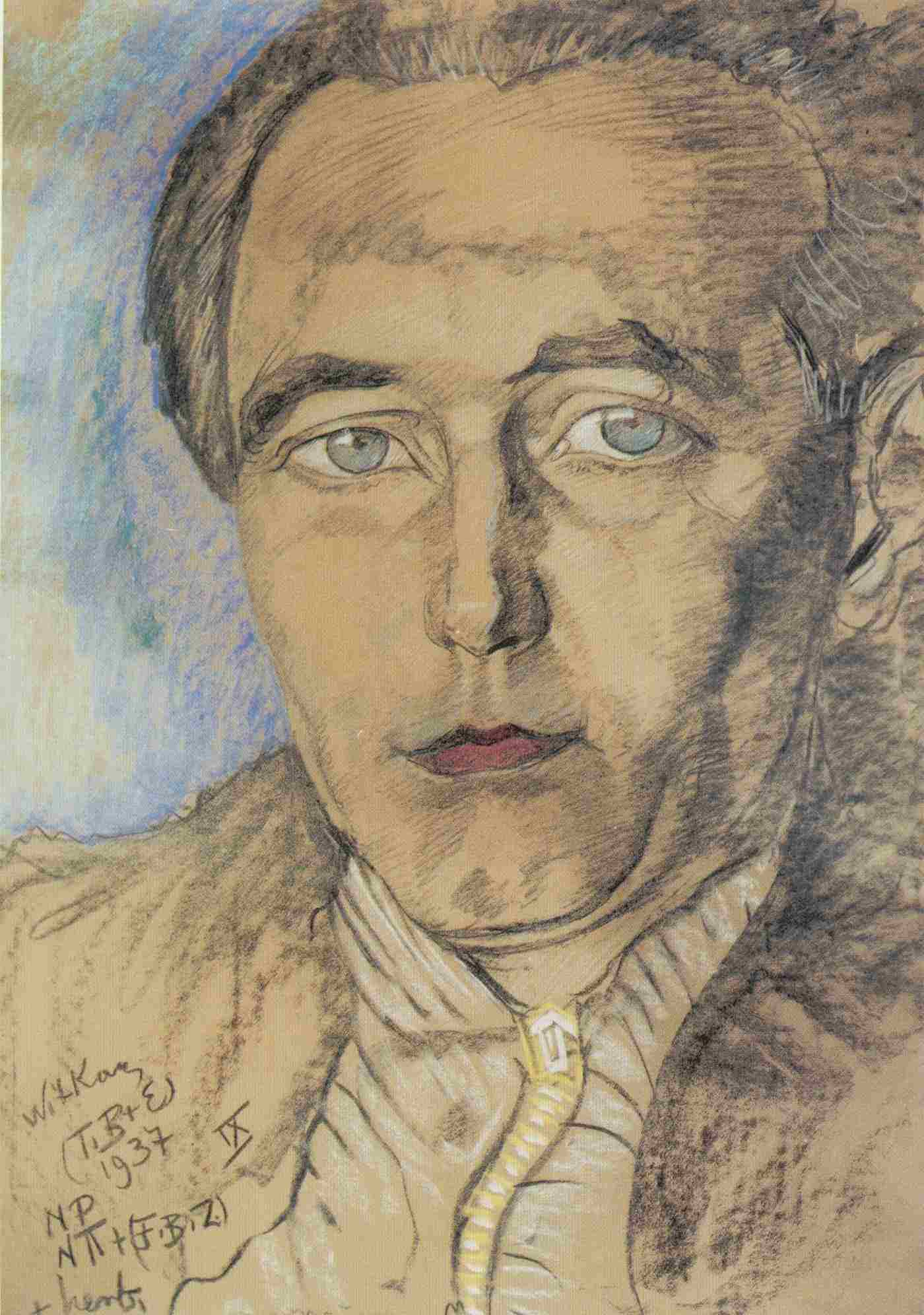
Stanisław Ignacy Witkiewicz, portret Romana Ingardena (pastel na papierze, 1937)

Obok szkoły lwowsko-warszawskiej silną pozycję w życiu filozoficznym dwudziestolecia miała fenomenologia, której głównym reprezentantem był Roman Ingarden, uczeń zarówno Kazimierza Twardowskiego, jak i twórcy fenomenologii, Edmunda Husserla.
W swojej głównej pracy (Spór o istnienie świata, 1945-1970) Ingarden występował przeciwko ideom późnego Husserla – fenomenologii transcendentalnej. Relacja między realizmem a idealizmem była przyczynkiem do zrekonstruowania fenomenologii według przebiegającego na tym gruncie sporu o istnienie świata. Wcześniejszą pracą, która przyniosła mu międzynarodowy rozgłos, było dzieło Das literalische Kunstwerk (1931, tłum. pl. O dziele literackim), w którym autor bada istotę tzw. przedmiotu intencjonalnego, wykrywając możliwość różnych sposobów istnienia, momentów bytowych i warstw. Praca miała duży wpływ m.in. na polską teorię literatury, a także na takich filozofów jak Mikel Dufrenne czy Nelson Goodman . Ingarden jest jednym z najbardziej znanych polskich filozofów, najwybitniejszym estetykiem w fenomenologii i jednym z głównych przedstawicieli tego nurtu.
Ingarden zgromadził wokół siebie we Lwowie grono uczniów i za jego sprawą fenomenologia stała się silnym nurtem w polskiej filozofii (choć to nie on ją tu wprowadził). Po wojnie kontynuował nauczanie w Krakowie.

#### Inne nurty
Logiką interesowali się nie tylko przedstawiciele szkoły lwowsko-warszawskiej. Znaczącą postacią spoza jej grona był Leon Chwistek, logik, filozof i malarz. W zakresie logiki pozostawał pod wpływem prac Bertranda Russella i Henri Poincarégo. Jako twórca i teoretyk sztuki był głównym przedstawicielem formizmu.
Władysław Tatarkiewicz wywodził się ze szkoły lwowsko-warszawskiej, ale duża część jego twórczości ma charakter odrębny. Oprócz trzytomowej Historii filozofii (dwa tomy wydane w 1931, trzeci po wojnie), z której uczyło się kilka pokoleń humanistów, duże znaczenie miały jego prace z historii estetyki oraz praca O szczęściu. Własną drogą poszedł również Henryk Elzenberg, etyk i estetyk, krytyk szkoły lwowsko-warszawskiej.
Wyraźnie odrębnym nurtem była powstająca neoscholastyka, której przedstawicielami byli Kazimierz Wais, Jacek Woroniecki, Konstanty Michalski i Augustyn Jakubiak.
Pragmatyzm pojawił się w Polsce jeszcze przed I wojną światową, dzięki tłumaczeniom prac Jamesa dokonanym przez Witwickiego. Był poglądem popularnym, traktowanym z zainteresowaniem przez Kotarbińskiego i Łukasiewicza. Oryginalnym badaczem, wiązanym z pragmatyzmem był Florian Znaniecki, socjolog i filozof, którego znana praca (pisana wspólnie z Williamem Thomasem Chłop polski w Europie i Ameryce) jest traktowana jako rozwinięcie pragmatyzmu na grunt socjologii. Twórczość Znanieckiego obejmowała również filozofię kultury ściśle powiązaną z teorią socjologiczną oraz metodologią nauk społecznych (kulturalizm, socjologia humanistyczna i koncepcja współczynnika humanistycznego).
Nie tylko Znaniecki łączył nauki społeczne z pogłębioną refleksją filozoficzną nad kulturą. Duży wpływ na polskie życie intelektualne miały także prace Bronisława Malinowskiego, jednego z ojców antropologii kulturowej, który większość swoich prac opublikował po angielsku. Ważne prace z zakresu filozofii kultury wydali również Zygmunt Łempicki, Jerzy Braun, Stefan Czarnowski czy Bogdan Suchodolski. Oryginalną neopogańską wizję kultury przedstawił również Jan Stachniuk.
Okres ten wydał także wielu interesujących i oryginalnych filozofów zajmujących się filozofią historii i teoriami cywilizacji (Napoleon Cybulski, Feliks Koneczny, Erazm Majewski, Zygmunt Wasilewski, Feliks Młynarski). Charakterystycznym dla międzywojnia nurtem filozoficznym i literackim, który łączył refleksję nad kulturą i historią, stawiając tezy o zmierzchu cywilizacji, kryzysie kultury i schyłkowości dziejów, był katastrofizm. Był to nurt niejednorodny, którego ślady można odnaleźć u bardzo różnorodnych twórców, m.in. u Znanieckiego, Stanisława Ignacego Witkiewicza, Mariana Zdziechowskiego.
Niedocenioną w swoich czasach postacią był Ludwik Fleck, lwowski mikrobiolog, który wydawał w językach polskim i niemieckim prace z zakresu filozofii nauki. Jego stanowisko w filozofii naukowej cechowało się historyzmem i naciskiem na kolektywne podstawy poznania (pojęcia stylu myślowego i kolektywu myślowego). W II połowie XX w. został odkryty ponownie przez Thomasa Kuhna, a później zaliczony przez socjologów wiedzy i przedstawicieli studiów nad nauką i techniką do wczesnych przedstawicieli konstruktywizmu w filozofii nauki.

#### II wojna światowa
II wojna światowa jest wyraźną cezurą w kulturze polskiej, również w rozwoju polskiej filozofii. W trakcie wojny zginęło wielu filozofów, m.in. Leon Chwistek, Jan Salamucha, Adam Zieleńczyk, Władysław Spasowski, Jakub Segał, Jan Mosdorf, Bolesław Miciński, Michał Sobeski, Stefan Rudniański, Stanisław Ignacy Witkiewicz i Salomon Igel. Część z nich została zabita w egzekucjach, część zmarła w obozach, zginęła w walce czy popełniła samobójstwo. Dokładna liczba osób zmarłych w wyniku wojny nie jest znana, a różne szacunki oceniają ją na kilkadziesiąt osób. Bardzo wielu filozofów wyemigrowało i zaczęło pracę w innych krajach.
Wojna przerwała działalność uniwersytetów. Nauczanie trwało w konspiracji, lecz było bardzo ograniczone (m.in. tajne nauczanie prowadzili Kotarbiński, Tatarkiewicz, M. i S. Ossowscy, Bogdan Suchodolski, Sergiusz Hessen). Niektórzy filozofowie, mimo utrudnionego dostępu do źródeł kontynuowali jednak swoje prace (m.in. Tatarkiewicz nad Historią filozofii i O szczęściu oraz Ingarden nad Sporem o istnienie świata). W konspiracji ukazały się tłumaczenia dzieł Jacques’a Maritaina (autorstwa Czesława Miłosza) i Emmanuela Mouniera (autorstwa Jana Strzeleckiego).

### 1945–1989

#### Kontekst polityczny i instytucjonalny
W wyniku powojennego przesunięcia granic, dwa ważne ośrodki polskiego życia intelektualnego, Lwów i Wilno, znalazły się w granicach ZSRR. Do Polski włączono natomiast ziemie zachodnie i północne. Objęcie przez komunistów władzy w powojennej Polsce doprowadziło także do radykalnej zmiany w społeczno-politycznym otoczeniu uprawiania filozofii.
Po wojnie, wraz z umocnieniem się przy władzy komunistów, wolność prowadzenia badań, nauczania i głoszenia poglądów uległa znacznemu ograniczeniu. Zamknięto katedry filozofii na uniwersytetach (z wyjątkiem Katolickiego Uniwersytetu Lubelskiego i Uniwersytetu Warszawskiego), przedwojennych filozofów odsunięto od pracy na uczelniach, zamknięto możliwości publikacji. Jednocześnie upowszechniono oficjalną wersję doktryny marksistowskiej (marksizm ortodoksyjny), która była powszechnie wykładana na wszystkich studiach i miała status „naukowy”. Inne nurty filozoficzne przedstawiane były jako historyczne bądź krytykowane jako burżuazyjne. Filozofia marksistowska zaczyna dominować we wszystkich dyscyplinach filozoficznych (w tym również w logice pod postacią „logiki dialektycznej”, krytykującej osiągnięcia szkoły lwowsko-warszawskiej)
Represje były najsilniejsze w okresie stalinizmu (1951–1956). W 1951 odbywa się I Kongres Nauki Polskiej, na którym zadecydowano o stalinizacji kultury polskiej. Usunięto ze stanowisk m.in. Ajdukiewicza, Czeżowskiego, Kokoszyńską, Kotarbińskiego, Tatarkiewicza, Ingardena, Elzenberga, Dąmbską, Znamierowskiego. Kotarbiński, Ajdukiewicz, Czeżowski, Ingarden, Ossowscy stali się celem ataków politycznych. W atakach aktywny udział brali filozofowie młodego pokolenia Adam Schaff, Leszek Kołakowski i Bronisław Baczko.
Zamknięto „Przegląd Filozoficzny”, „Kwartalnik Filozoficzny” i „Studia Philosophica”. W zamian za to w 1952 założono „Myśl Filozoficzną” (red. Adam Schaff), która stała się głównym miejscem prezentacji ortodoksyjnego marksizmu i krytyki innych nurtów filozoficznych. Od 1952 zaczęto wydawać klasyczne dzieła filozoficzne w Bibliotece Klasyków Filozofii. Od 1966 zaczęło się ukazywać czasopismo „Etyka”.

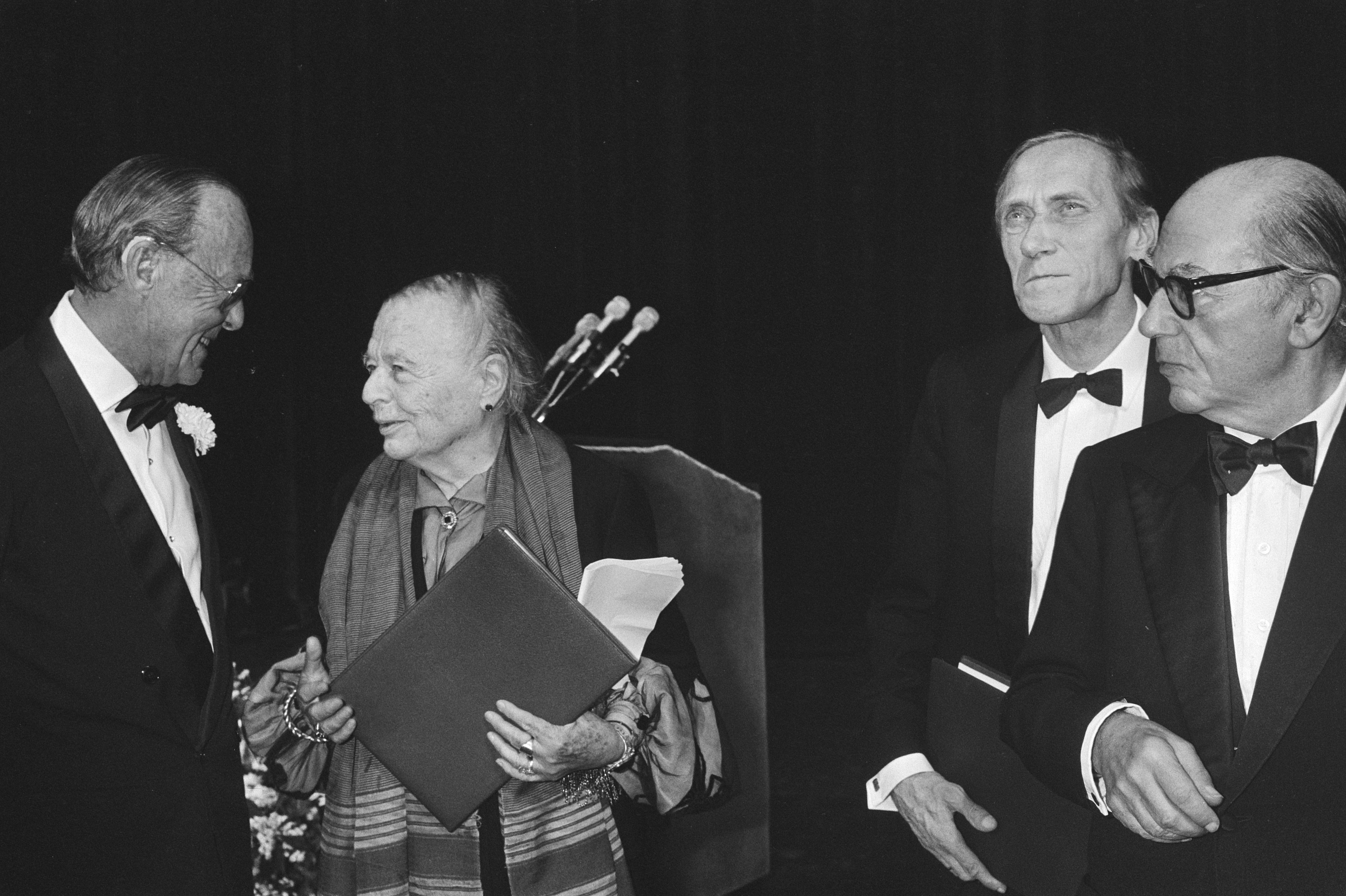
Leszek Kołakowski podczas wręczania Nagrody Erazma w 1983 (od lewej książę holenderski Bernhardt, Marguerite Yourcenar, Leszek Kołakowski i Isaiah Berlin)

Po 1956 nastał okres odwilży, a ograniczenia wobec filozofii i represje uległy osłabieniu, znacznie osłabł nacisk polityczny. „Myśl Filozoficzną”, skompromitowaną w poprzednim okresie, przekształcono w „Studia Filozoficzne” (red. Leszek Kołakowski). Stopniowo, wielu ortodoksyjnych marksistów, zaczęło się przesuwać na stanowiska krytyczne wobec władzy i rewizjonistyczne. W 1968 Schaff, Baczko i Kołakowski zostali usunięci z Uniwersytetu Warszawskiego, co stało się bezpośrednią przyczyną protestów dużej części kadry i studentów. Po wydarzeniach 1968 roku z kraju wyemigrowali m.in. Leszek Kołakowski (który całkowicie odszedł od marksizmu, publikując za granicą jego całościową krytykę – Główne nurty marksizmu), Zygmunt Bauman (w tym okresie socjolog, później jeden z głównych przedstawicieli postmodernizmu), Bronisław Baczko, Andrzej Zabłudowski, Helena Eilstein, Krzysztof Pomian, Roman Zimand, Stefan Amsterdamski, Stefan Morawski.
Od lat 80. stopniowo pojawiły się szersze możliwości uprawiania filozofii poza oficjalnym marksizmem (w postaci marksizmu otwartego czy różnych nurtów filozofii niemarksistowskiej), ochraniane rosnącą autonomią uczelni wyższych. Pojawiły się nowe czasopisma filozoficzne: „Colloquia Communia” (1979), „Ethos” (1988) czy „Edukacja Filozoficzna” (1986).
Wielu filozofów zaangażowało się w działalność opozycyjną, oraz podziemny, niezależny ruch wydawniczy i edukacyjny (m.in. Stefan Amsterdamski, Leszek Nowak, Klemens Szaniawski, Barbara Skarga, Józef Tischner).
Możliwość rozwoju filozofii w Polsce w tym okresie, w porównaniu do innych państw bloku wschodniego, była mimo wielu ograniczeń i represji, lepsza. Dopiero jednak od zmiany ustrojowej w 1989, filozofia w Polsce odzyskała możliwość swobodnego rozwoju.

#### Nurty
Dominującą i oficjalną filozofią w Polsce była marksistowsko-leninowska. Była ona nauczana na wszystkich studiach wyższych i wywierała wpływ na całą kulturę. Pod względem filozoficznym, był to marksizm spłycony, wykładany dogmatycznie i służący jako środek politycznej indoktrynacji. Istniało jednak grono filozofów marksistowskich, którzy starali się rozwijać filozofię marksistowską poza dogmatyką. Pod względem oryginalności i zakresu swobody rozwoju, polski marksizm wybijał się spośród innych państw bloku wschodniego.
Po roku 1968 w ramach marksizmu ukształtowały się dwa nurty: scjentystyczny i antropologiczny. Nurt scjentystyczny zajmował się epistemologią, filozofią przyrody, filozofią i metodologią nauki, w nawiązaniu do materializmu dialektycznego w duchu Engelsa. Jego przedstawicielami byli Władysław Krajewski, Stefan Amsterdamski, Zdzisław Cackowski. Nurt ten cechowały bliskie związki z neopozytywizmem.
Nurt antropologiczny, zajmował się problematyką człowieka, wartości i kultury. Starał się łączyć marksizm z takimi kierunkami jak egzystencjalizm czy neopozytywizm. Jego przedstawicielami byli m.in. Leszek Kołakowski, Bronisław Baczko czy Krzysztof Pomian. Z tego nurtu wywodziła się też warszawska szkoła historii idei, której przedstawiciele stopniowo odchodzili od marksizmu. Z tego ośrodka wywodziła się m.in. Jolanta Brach-Czaina, filozofka sztuki i feministka zajmująca się głównie estetyką, związana później z Uniwersytetem w Białymstoku.
Jedynym nurtem filozoficznym, który funkcjonował oficjalnie obok marksizmu (choć znacznie ograniczony i nie bez represji), była filozofia chrześcijańska. W 1946 na Katolickim Uniwersytecie Lubelskim powstał Wydział Filozoficzny. Przez kolejne dekady stanowił jedyną instytucjonalną alternatywę wobec zdominowanych przez oficjalny marksizm uczelni wyższych. Rozwinęła się tam lubelska szkoła filozoficzna, będąca oryginalną wersją tomizmu (Stanisław Kamiński, Mieczysław Krąpiec, Stefan Swieżawski). W Lublinie wykładał też Karol Wojtyła (późniejszy Jan Paweł II), który łączył tomizm z fenomenologią. Istotnym elementem twórczości tych filozofów był też szeroko rozumiany personalizm. Wydziały teologiczne na innych uczelniach zostały zlikwidowane. Mimo tych działań, władze pozostawały jednak pewien margines dla chrześcijańskiego życia umysłowego. Oprócz KUL-u, od 1954 działała Akademia Teologii Katolickiej (Warszawa). Filozoficzne teksty ukazywały się na łamach Tygodnika Powszechnego i Znaku.
Innym istotnym nurtem filozofii niemarksistowskim była fenomenologia. Roman Ingarden po wojnie podjął wykłady na Uniwersytecie Jagiellońskim. Był jednym z profesorów wobec którego zwróciły się represje stalinowskie i w 1950 odsunięto go od nauczania. Wznowił je w 1957, gromadząc grono uczniów i pośrednich naśladowców nazywane niekiedy „polską szkołą fenomenologiczną” (m.in. Danuta Gierulanka, Adam Półtawski, Antoni B. Stępień, Anna-Teresa Tymieniecka, Józef Tischner, Władysław Stróżewski, Jan Szewczyk). Charakterystyczną cechą tej fenomenologii był wpływ jaki wywierała na inne nurty filozoficzne, m.in. tomizm (Stępień), czy marksizm (Szewczyk).

#### Dyscypliny filozoficzne
W okresie powojennym logika w coraz większym stopniu oddalała się od filozofii, stając się logiką matematyczną. Do zagadnień, którymi zajmowali się filozofowie należały m.in. metalogika czy typy logiki (m.in. logiki deontyczne, modalne). Kontynuowano także badania nad zagadnieniami i systemami logicznymi przedstawicieli szkoły lwowsko-warszawskiej.
Ogromnym zainteresowaniem w powojennej filozofii polskiej cieszyły się metodologia i filozofia nauki. Problematyki ta rozwijane były już przed wojną przez przedstawicieli szkoły lwowsko-warszawskiej. Po wojnie zajęły się nimi także inne grupy badaczy. Na tym obszarze badań filozofia polska pozostawała w ścisłym kontakcie z rozwojem dyscypliny w innych krajach, podejmując dialog z pozytywizmem logicznym, falsyfikacjonizmem czy pluralizmem w filozofii nauki. Dużym zainteresowaniem cieszyła się filozofia neopozytywistyczna. Toczono dyskusje nad wizjami pozytywistyczną i antypozytywistyczną nauki, a także nad interpretacjami realistyczną i instrumentalistyczną teorii naukowych. Napisano także liczne prace z zakresu metodologii poszczególnych dyscyplin naukowych. Wielu badaczy zajmowało się tematem metodologicznych podstaw nauk społecznych. Obok autorów nawiązujących do metodologii nauk przyrodniczych (Antoni Sułek, Andrzej Malewski), w kilku ośrodkach prowadzono refleksję nad specyfiką nauk społecznych (m.in. Jerzy Kmita, Edmund Mokrzycki, Stanisław Ossowski, Zdzisław Krasnodębski). Esteyk

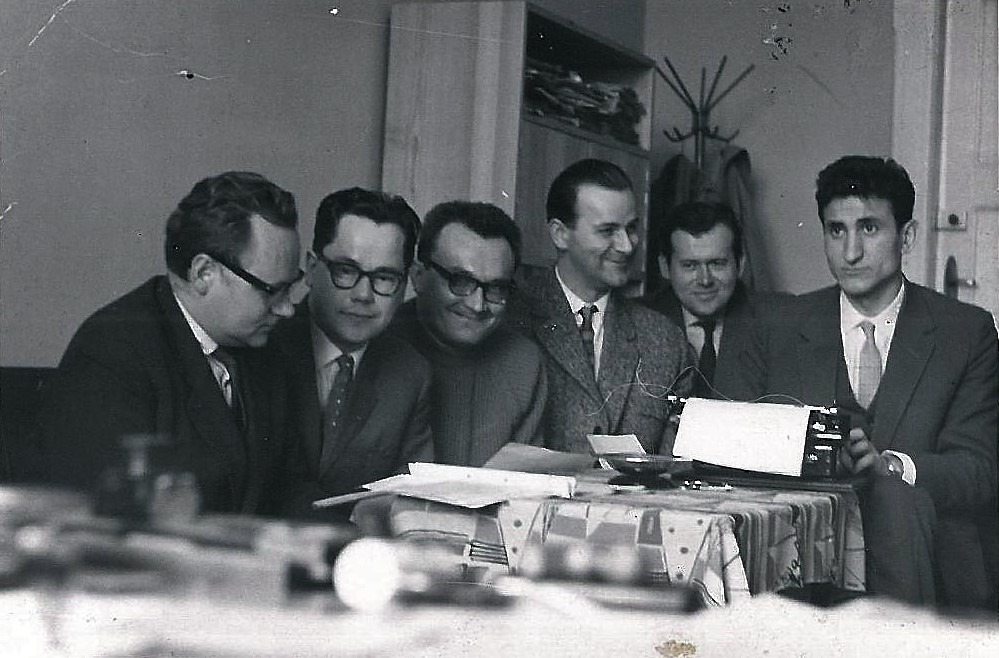
Pracownicy Katedry Historii Filozofii UAM (1964). Od lewej: Jerzy Szymański, Jan Such, Roman Kozłowski, Seweryn Dziamski, Władysław Kot, Józef Bańka.

Na przełomie lat 60. i 70. powstało na Uniwersytecie Adama Mickiewicza w Poznaniu środowisko badaczy, które zaczęto określać jako poznańska szkoła metodologiczna. Jej pierwszym filarem była filozofia marksistowska, jednak nie w wersji marksizmu oficjalnego, ale odwołującej się do pism samego Marksa. Drugim była filozofia nauki łącząca wpływy Karla Poppera i Kazimierza Ajdukiewicza. Podstawy tej syntezy opracował Jerzy Giedymin, uczeń obu filozofów. Trzecim zaś niemiecka antynaturalistyczna metodologia nauk humanistycznych (Wilhelm Dilthey, Eduard Spranger i Max Weber). Te różne nurty, uznawane dotychczas za sobie przeciwstawne, stały się źródłem oryginalności szkoły, ale z czasem doprowadziły do jej podziału. W latach siedemdziesiątych część badaczy skupiona wokół Leszka Nowaka zajęła się rozwojem idealizacyjnej teorii nauki. Badacze skupieni wokół Jerzego Kmity zajęli się podstawami metodologicznymi humanistyki, rozwijając koncepcję interpretacji humanistycznej, a później także społeczno-regulacyjnej koncepcji kultury. Badacze związani z Janem Suchem badali marksistowsko-dialektyczne cechy przyrodoznawczego obrazu świata. Natomiast zespół Seweryna Dziamskiego prowadził badania nad kształtowaniem się myśli marksistowskiej. Oprócz wymienionych, ze szkołą wiązani są również Krystyna Zamiara, Izabella Nowakowa, Tadeusz Zgółka, Andrzej Malewski, Jerzy Topolski, Teresa Kostyrko, Anna Pałubicka, Anna Zeidler-Janiszewska oraz Barbara Kotowa . Prace członków szkoły wychodziły przede wszystkim w czasopismach „Studia Metodologiczne” (zał. 1966) i „Poznańskie Studia z Filozofii Nauki” (od 1976).
W środowisku filozofów katolickich (w różnych ośrodkach uniwersyteckich) powstało grono uczonych, zajmujące się filozofią nauki i przyrody. Jego przedstawicielami są Michał Heller, Józef Życiński, Stanisław Mazierski, Kazimierz Kłósak. Heller i Życiński założyli w Krakowie Ośrodek Badań Interdyscyplinarnych i zaczęli wydawać czasopismo „Zagadnienia Filozoficzne w Nauce”. Michał Heller za swoją działalność łączącą naukę, religię i filozofię otrzymał w 2008 nagrodę Templetona. Postuluje on powstanie nowej filozofii przyrody, nie zajmującej się jedynie nauką, ale funkcjonującej w ścisłej z nią łączności.
W związku z ograniczeniem w uprawianiu filozofii, wielu badaczy rozpoczęło działalność w obszarze historii filozofii, lub podjęło się tłumaczenia dzieł filozoficznych. Znaczenie międzynarodowe zyskały polskie badania nad filozofią średniowieczną. Marian Kurdziałek opublikował i opatrzył komentarzem dzieło Dawida z Dinant. Stefan Swieżawski jest autorem ośmiotomowych Dziejów filozofii europejskiej w XV wieku.
Dużą wartość mają także prace Adama Krokiewicza z historii filozofii starożytnej. Po odwilży 1956 na Uniwersytecie Warszawskim ukształtowała się grupa filozofów, którzy zerwali ze stalinizmem, zajmując się historią idei (warszawska szkoła historii idei). Należeli do niej: Leszek Kołakowski, Bronisław Baczko, Krzysztof Pomian, Andrzej Walicki, Barbara Skarga, Jerzy Szacki. Przedstawiciele tej szkoły odchodzili od marksistowskiego wyjaśniania rozwoju idei, zajmując się szczegółowymi, stroniącymi od ideologii analizami historyczno-socjologicznymi. Wiele prac tej szkoły spowodowało ożywione dyskusje w polskim życiu intelektualnym, przekraczając swoim znaczeniem akademicką filozofię. Po 1968 niektórzy jej przedstawiciele wyemigrowali (Kołakowski, Baczko, Pomian), kontynuując prace i upowszechniając dorobek szkoły za granicą.

## Historiografia filozofii polskiej
Początki historiografii polskiej filozofii datowane są na drugą połowę XVIII w., gdy tacy autorzy jak Hugo Kołłątaj, Adam Tadeusz Naruszewicz i Jan Śniadecki, w ramach szerszego programu oświeceniowej reformy kultury polskiej, zwrócili uwagę na konieczność badań nad historią polskiej filozofii. Systematyczne badania w tym zakresie rozpoczęły się jednak dopiero w wieku XIX, początkowo w ramach historii literatury czy historii oświaty.
Liczne uwagi na temat dzieł filozoficznych można znaleźć w Historii literatury polskiej Michała Wiszniewskiego (wyd. 1840-1866), czy w pismach Feliksa Jarońskiego, Jana Majorkiewicza, Karola Libelta i Dominika Szulca. Całościowy zarys historii filozofii polskiej został po raz pierwszy napisany przez Franciszka Krupińskiego i dołączony jako osobny rozdział do polskiego przekładu Historii filozofii Alberta Schweglera (wyd. pl. 1863). Autorem, który prowadził wieloletnie studia historyczne nad polską filozofią był Henryk Struve. Ich efektem były: obszerny wstęp historyczny do pracy Wykład systematyczny logiki czyli nauka dochodzenia i poznania prawdy (wyd. 1868-1870), oraz Historia logiki jako teorii poznania w Polsce (1912).
W początkach XX w. doszło do instytucjonalizacji badań historycznych nad polską filozofią. W 1917 przy Polskiej Akademii Umiejętności powstała zajmująca się tym komisja, która wydawała czasopismo „Archiwum Komisji do Badania Historii Filozofii w Polsce”. W okresie międzywojennym wydano też niewielkich rozmiarów syntezę autorstwa Maurycego Straszewskiego, jako dodatek do polskiego tłumaczenia Historii filozofii w zarysie Alberta Stöckla i Josefa Weingärtnera (1930). Po II wojnie światowej ukazała się krótka praca Władysława Tatarkiewicza Zarys dziejów filozofii w Polsce (1948), będąca właściwie zebraniem fragmentów z jego Historii filozofii. Dopiero jednak koniec stalinizmu, pozwolił na szersze zajmowanie się tą tematyką. Wybitnymi historykami polskiej filozofii drugiej połowy XX w. byli Juliusz Domański, Mieczysław Markowski, Zbigniew Ogonowski, Władysław Seńko, Barbara Skarga, Lech Szczucki, Andrzej Walicki, Zofia Włodek.
Już na początku odwilży (1956) powstał Zespół Historii Filozofii Średniowiecznej w Polsce przy IFiS PAN, który przez kolejne dekady opublikował wiele studiów, źródeł i syntez. Dzięki pracy wielu autorów, okres średniowieczny jest stosunkowo najlepiej opracowany historycznie.
W 1959 ukazał się pierwszy, a w 1966 drugi, tom Historii filozofii polskiej Wiktora Wąsika. Praca doprowadzona była do roku 1863. Dziełem zbiorowym jest wydany w latach 1983 i 1989 Zarys dziejów filozofii w Polsce (dwa tomy, pierwszy obejmujący XIII–XVII w., drugi okres 1815–1918). W 2010 ukazała się Historia filozofii polskiej Jana Skoczyńskiego i Jana Woleńskiego (doprowadzona do 1989 r.), a w 2013 Zarys historii filozofii polskiej Krzysztofa Bochenka, Leszka Gawora i Ryszarda Wójtowicza (omawiający również współczesny rozwój filozofii w Polsce).
W okresie powojennym powstały liczne opracowania słownikowe i encyklopedyczne, utrwalające kanon filozofii polskiej, m.in. Filozofia w Polsce. Słownik pisarzy (Wrocław 1971), Polska filozofia powojenna (3 tomy, 2001–2005), Słownik filozofów polskich (1999), Klasycy filozofii polskiej (1999), Encyklopedia filozofii polskiej (2 tomy, 2011). W 1978 r. rozpoczęto wydawanie wielotomowej antologii tekstów źródłowych 700 lat myśli polskiej, której redaktorami byli czołowi polscy historycy filozofii. Dobór filozofów i ich tekstów w antologii utrwalił podstawowy kanon historii filozofii w Polsce i ułatwił dostęp do historycznych źródeł. Spośród czasopism filozoficznych, historii filozofii polskiej poświęcone są „Studia z Filozofii Polskiej” (od 2006) i „Rocznik Historii Filozofii Polskiej” (od 2008).
W XX wieku rozwinął się również namysł nad metodologią filozofii historii. Wytworzyło się w tym zakresie kilka stanowisk. Rozróżnia się autorski i problemowy sposób prezentacji materiału. Pierwszy z nich skoncentrowany jest na filozofach, ich postaciach i ich poglądach. Z kolei drugi skoncentrowany jest na problemach nad którymi refleksja jest rozwijana, nurtach i stanowiskach filozoficznych, czy kontekstach filozofowania. Nie są to przy tym stanowiska rozłączne, a określające, co jest podstawowym kryterium organizującym materiał. Ku ujęciu autorskiemu skłaniali się Władysław Tatarkiewicz, Jerzy Legowicz czy Zbigniew Kuderowicz. Ujęcie problemowe prezentowali Stefan Swieżawski, Zdzisław Kuksewicz, Bohdan Dziemidok, Michał Hempoliński, Andrzej Miś.